# アメリカンフットボール
アメリカンフットボール（英語: American football）は、フットボールの一種であり、楕円形のボール（長球）を用いて2つのチームで得点を競い合うスポーツ（球技）。略称はアメフトまたはアメフットとも。

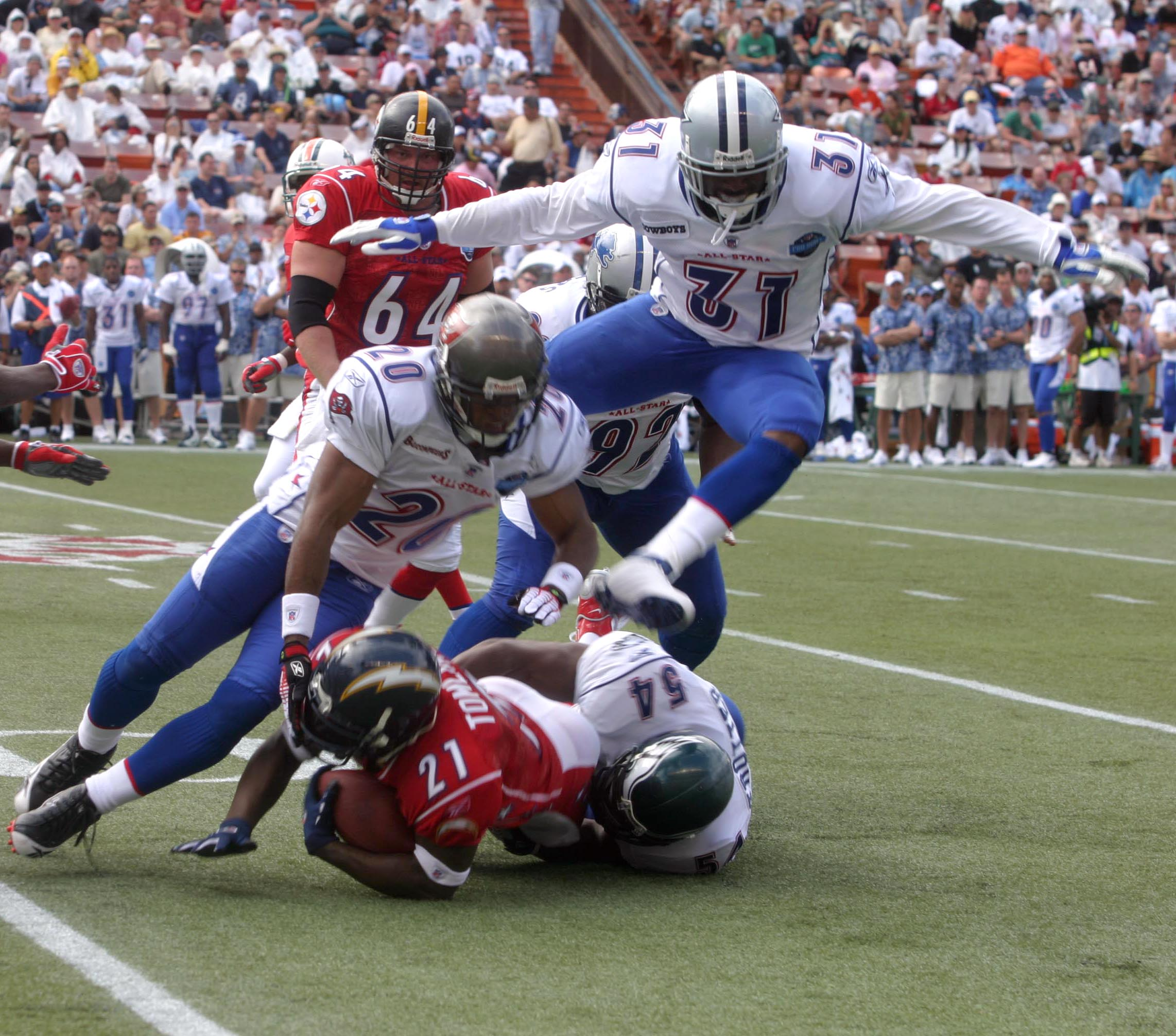
ボールを持って走ろうとしたところを、タックルで倒された瞬間

## 名称
その名の通り、アメリカ合衆国（以下アメリカと略）で盛んに行われているフットボールであり、アメリカで単に「フットボール」というときは、アメリカンフットボールのことを指すことが一般的である。北米以外の地域では、サッカーなど他のフットボールと混同を避けるために、略さずアメリカンフットボールと呼ぶことが多い。オーストラリアでは、グリッドアイアン・フットボール（en:gridiron football）とも呼ばれている。「グリッドアイアン」（en:Gridiron (cooking)）とは焼き網の意であり、フィールドの5ヤード毎の白線が焼き網に似ていることによる呼称である。
日本では、一般的にフットボールと呼ばれたり、アメフトと略されたりすることが多いがアメフットも使われており、同じ報道機関でも統一されていない。過去にはアメラグ（アメリカンラグビーの略）や アメリカン とも呼ばれており、希に使われる。日本語表記では、アメリカンフットボールを直訳した米式蹴球、または、鎧（）を髣髴させる装備をしていることから鎧球（）と表記される。なお、混同されやすいが「ア式蹴球」はアソシエーション・フットボール（サッカー）を指す。

## 他のスポーツとの類似点・相違点

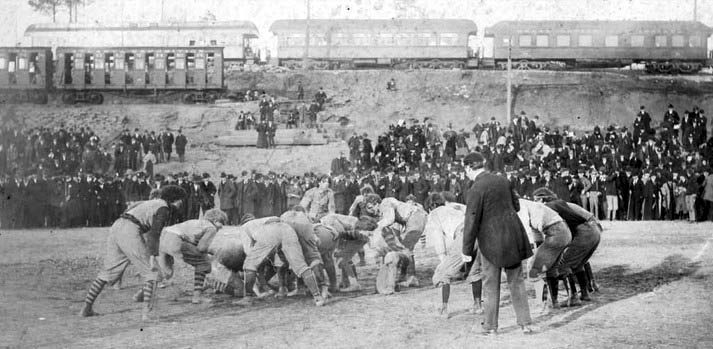
1895年の試合風景

アメリカンフットボールは、ボールを蹴り込んで得点するフットボールに分類され、特に楕円形のボールを使う、タックルにより相手の前進を止めるなど、古いラグビーを源流としているため共通する要素を持つが、互いにルールが何度も変更されているため現代では、基本的な競技特性が異なる競技となっている。
特徴や他のスポーツとの比較は以下に示す。具体的なルールについては、試合とルールの項で詳述する。
- 2チームがそれぞれ、ボールを確保する攻撃側（オフェンス）と、守備側（ディフェンス）に明確に分かれゲームが進行する。特殊な場合を除き、得点する機会は攻撃側だけにある。
- 自由交替制を採用しており、一度交替した選手でも再びプレーに参加することができるため、オフェンスとディフェンスで選手を大幅に入れ替えることができる。
- ラグビーと同じく基本的に体格の大きな選手が有利であるが、上記の理由でよりポジションに応じたパワー、スピード、スタミナ、捕球力などの役割、適性が明確であり、選手はほぼ自分の役割に特化した専門選手である。
- 基本的にすべてのプレーがセットプレーであり、両チームが向かい合った静止状態からひとつのプレーが始まり、タックルなどによりボールの前進が止まったときにプレーが終了する。1プレイはだいたい10秒以内で終了し、また仕切り直して次のプレーを開始する。このような短いプレーの積み重ねによりゲームが進行する。
- 試合全体で時間が決まっており（正規で60分）、ルールで細かく決められた時間を流す・止めるルールでカウントダウンする計時方式を採用している。そのため、公式のタイムがゼロになったら試合終了である。時計と勝負するスポーツとも言われる。試合終盤に勝ち越しているチームが攻撃権を得た時には、あえてプレーせずに時間を進めることを選択する場合もあり、勝ち越しているチーム（を応援する観客）がカウントダウン・コールをする場面がある。同じフットボールであるサッカーやラグビーでは時計は止めずに審判の裁量でロスタイムが積算され、試合時間が増える。そのため、サッカーやラグビーでは試合終盤に負けているチームが得点を取れそうになった場合は試合が続行される。
- 激しいコンタクトが多い。当初はラグビーと同様にジャージでプレーしていたが安全に配慮してヘルメットやプロテクターなどの防具を装備することが義務づけられている。それでも脳震盪[4]やCTE（慢性外傷性脳症）を発症する選手が続出していることから、危険性の認識、また適切な処置を求め、NFLと元選手約4000人が係争中[5]である。
- ビデオ判定が導入されており、NFLなどでは判定に不服がある場合、コーチ（監督）が審判団にビデオ判定を求めることができるチャレンジや一部の選手との無線通信が許可されているなど、技術革新に対して柔軟である。ただし、日本ではチャレンジシステムは社会人リーグにおいて採用されているが、無線は採用されていない。

## 人気

### アメリカ合衆国
| 順位                            | 最も好きなスポーツ     | %  |
| ------------------------------- | ---------------------- | -- |
| 1                               | アメリカンフットボール | 41 |
| 2                               | 野球                   | 10 |
| 3                               | バスケットボール       | 9  |
| 4                               | サッカー               | 5  |
| 5                               | アイスホッケー         | 4  |
| ギャラップ世論調査（2024年発表) |                        |    |

アメリカでは非常に人気の高いスポーツである。近年においてはそれまで歴史的に人気が高かった野球に取って代わり、アメリカの“国技”、“国民的娯楽”であるという意見が主流を占めるまでに至った。
アメリカの大手世論調査会社ギャラップが2023年12月に調査した結果によると、「最も観戦するのが好きなスポーツ」では1位はアメリカンフットボール(41%)である。2位に野球(10%)、3位にバスケットボール(9%)、4位にサッカー(5%)が続いた。また、アメリカのワシントン・ポストが2017年に発表した人気スポーツの世論調査によると、 「最も観戦するのが好きなスポーツ」では1位はアメリカンフットボール(37%)である。2位にバスケットボール(11%)、3位に野球(10%)、4位にサッカー(8%)が続いた。アメリカ大手世論調査会社ハリス・インタラクティブの2015年12月時点での調査によると、最も好きなスポーツのトップはプロアメリカンフットボール（33%）であり、2位に野球（15%）、3位に大学アメリカンフットボール（10%）が続いた。プロと大学を合計した場合、アメリカンフットボールは43%であり、15%の野球に対して圧倒的な差をつける結果となった。この調査は1985年から開始されており、1985年時点ではプロアメリカンフットボール（24%）と野球（23%）は僅差であったが、それ以降その差は広がる傾向にある。アメリカのシンクタンクであるピュー研究所が2024年2月に発表した調査によると、「アメリカの国民的スポーツ」（America's Sport）はアメリカンフットボール（53%）であり、2位に野球（27%）、3位にバスケットボールが続いた。
| 順位                              | 国技、国民的娯楽       | %  |
| --------------------------------- | ---------------------- | -- |
| 1                                 | アメリカンフットボール | 53 |
| 2                                 | 野球                   | 27 |
| 3                                 | バスケットボール       | 8  |
| 4                                 | サッカー               | 3  |
| 4                                 | モータースポーツ       | 3  |
| ピュー研究所世論調査（2024年発表) |                        |    |

プロリーグであるNFL（ナショナルフットボールリーグ）は、北米4大プロスポーツリーグの中で最も人気のあるリーグであり、新型コロナウイルス感染症の世界的流行以前は1試合平均観客動員数が6万7000人を超えていた。経済的に世界最大のプロスポーツリーグでもあり、2019年シーズンの収益は160億ドルを記録した。アメリカの経済誌フォーブスによる2021年のスポーツ選手長者番付において、競技別でアメリカンフットボール選手が最も多くランクインしている。また最も価値があるスポーツチーム50選のランキングにて、毎年最も多くのチームがランクインしており、2021年にはダラス・カウボーイズが首位である。NFL王座決定戦であるスーパーボウルは、アメリカ最大のスポーツイベントであり、全米テレビ番組史上視聴者数トップ10のほとんどを占めている。レギュラーシーズンの視聴率も非常に高く、数多くの試合が（シーズン中の単なる1試合にもかかわらず）ワールドシリーズやNBAファイナルの視聴率を上回る。2013年の全米視聴率ランキングにおいても、上位10番組の中でNFLが9つを占めた。また、同年のスポーツ番組の全米視聴者数トップ50の中でNFLの試合が46を占めた。
大学リーグであるカレッジフットボールも非常に人気が高い。ESPNの調査によると、熱狂的なファンの数はメジャーリーグベースボールなどを上回り、NFLに次ぐ2位のスポーツリーグである。特に大学生を中心とした若年層やハーバード大学など多くの名門大学も参加することから、高学歴層の関心が高い。シーズンの観客動員数は約5000万人であり、ミシガン大学のスタジアムが200試合連続で10万人以上の観客動員数を記録するなど、多くの強豪チームが1試合平均8万人以上の観客動員数を誇る。1月に行われるカレッジフットボールの全米王座決定戦も視聴率が非常に高く、ワールドシリーズやNBAファイナルの視聴率を上回る場合がほとんどであり、2013年はNFLを除いて全米で最も視聴者数の多いスポーツコンテンツであった。練習環境を求めて海外から留学するプロ志望者も多い。
その反面、競技人口は2006年の約1010万人をピークに減少しており、2011年には約900万人となっている。野球の約1230万人、バスケットボールの約2610万人に比べて少ない。

### 日本
スーパーボウルをはじめとしたNFLの主要ゲームや、国内でも学生・社会人のチャンピオンシップ戦である甲子園ボウルや社会人日本一のチームを決定するライスボウルといったボウルゲームでは地上波やBSで中継がある。またその他のNFL、社会人のXリーグ、関西学生リーグ、高校選手権クリスマスボウルのCS中継、関西ローカルで学生・社会人の地上波TV中継も一部ある。国内試合は伝統的に関西地区での人気が高く、80年代の京都大学ギャングスターズの全国制覇以後は、秋期の関西地区の主要ゲームには万単位の観客が集まっている。

## 歴史

### 大学における発展
アメリカに初めて英国のフットボールが紹介されたのは、1867年であるとされている。始めたのはプリンストン大学で、アソシエーション式（初期のサッカー）のゲームであったが、プレーヤーの数は各チーム25人の計50人だった。続いてラトガーズ大学でも、やはりアソシエーション式のフットボールを始めたのだが、プリンストン大学とはルールが異なっていた。
アメリカにおける最初のフットボールの大学対抗試合（インターカレッジ・フットボール）は、やはりアソシエーション型のゲームで、プリンストン大学とラトガーズ大学の間で、1869年にニュージャージー州のニューブランズウィックで行われた。1チーム25人ずつのプレーヤーによるゲームで、キックかヘディングによりゴール数を競い、先に6点取った方が勝ちというゲームだったことが記録に残されている。しかし、この時点ではまだ丸いボールを使用し、ボールを持って走ったり、投げたりすることは認められていなかった。そして、コロンビア大学、プリンストン大学、ラトガーズ大学、およびイェール大学から成るインターカレッジエイト・（サッカー）フットボール・アソシエーションが、ルールを標準化するために1873年に作られた。
一方、ハーバード大学はこのグループに参加することを拒否。他の相手を求めてカナダのモントリオールのマギル大学からの挑戦を受け、1874年5月14日、ラグビールールの試合を行った。そしてその後も2校は、ラグビールールの下で、1874年から1875年にかけてシリーズ戦を行ったラグビータイプのゲームはまもなく他の学校にも流行り始め、その後十年以内にアメリカンフットボール特有のゲーム形式が発展して行った。そして19世紀後半以降、アメリカンフットボールは、大学のスポーツとして人気を博すことになる。

### ルールの整備

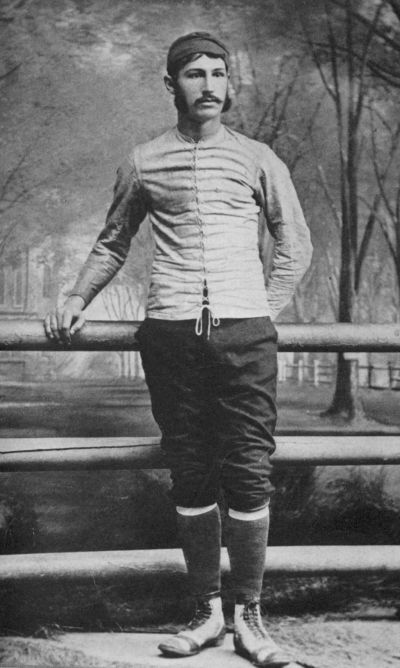
ウォルター・キャンプ

現在の形式のアメリカンフットボールは、1874年に行われたハーバード大学とマギル大学の試合に由来する。当初はラグビー校式ルールで行われていたが、ボールの所有権の曖昧さなどから、アメリカ独自のフットボール開発の気運が高まった。
1876年、ラグビー選手として活躍していた、のちに「アメリカンフットボールの父」と呼ばれるイェール大学のウォルター・キャンプの呼びかけによりコネチカット州において会議が開かれ、基礎的なルールが決められた。この時に制定されたルールの内、現存するのは、
- フィールドでプレーするのは1チーム11人ずつ。
- 第4ダウンの攻撃で10ヤード進めなければ攻撃権を失う。
- センターからクォーターバックにボールをスナップして攻撃が始まる。

などである。
その後もウォルター・キャンプを中心に、ラグビーでの「スクラム」から「スクリメージ」への革命的な変更（1880年）、ボール所有権の明確化、「ダウン」制の導入（1882年）などのルールの改革が行われ、初期のアメリカンフットボールが形作られた。そして1885年9月3日には最初のプロフェッショナル・フットボールゲームがプレーされた。しかし、1888年にひざ下へのタックルが合法化されたことでフットボールはボールを保持した選手に集団で襲いかかる闘争競技と化し、ついには初のゲーム中の死亡者を出すことになる。
20世紀に入ると、負傷の多さや競技中の死亡など他のスポーツでは考えられない危険性から「殺人ゲーム」と呼ばれるようになり、世間の非難が高まっていった。当時のアメリカでは安全な学生スポーツが求められており、1891年にYMCAで始まったバスケットボールは激しいコンタクトをルールで排除したため女子学生でもプレーできるようになり、1904年のセントルイスオリンピックでデモンストレーション競技となるなど広まりを見せていたが、アメリカンフットボールのルールは改善されず依然として男子大学生の野蛮なスポーツ扱いだった。1905年10月、セオドア・ルーズベルト大統領はアメリカンフットボールを問題視し、ホワイトハウスにイェール大、ハーバード大、プリンストン大の各責任者を招集して健全化を要求、競技をもっと安全でクリーンなものにするか、さもなければ禁止するよう意見した。事実、コロンビア大学は、もっと安全になるまで事態をうかがうということで10年間活動を中止、ノースウェスタン大学は1年間棄権、スタンフォード大学とカリフォルニア大学はラグビーに転向してしまった。さらにその年の暮れにシカゴ・トリビューンが試合で18人が死亡し、154人以上が重傷を負っていることを報道すると非難はより強くなった。議会では廃止論が叫ばれ、コンタクトが少なく安全なサッカーに転向すべきだという意見が噴出した。1906年1月21日、関係者たちはさっそくルールを改正すべく集まりを持った。ウォルター・キャンプを中心としたこのルール委員会は、フォワード・パスを認め、ニュートラル・ゾーンを設け、これまで3rdダウンで5ヤードを10ヤードに変更、試合時間も70分から60分に減らした。その後、1912年までの間にさらにルールは変わっていった。フィールド・ゴールによる得点は4点から3点に、タッチダウンは5点から6点に変更、フライング・タックルや不正な手や腕及び体の使用の禁止、スクリメージ・ライン上に7人の選手が位置することの義務付けなどが行われ、これらの改革によって集団で襲いかかるような野蛮な行為は影をひそめ、現在のルールの基本が出来上がった。安全面に配慮したルール改定に加え、負傷軽減のための防具の整備も行われた。

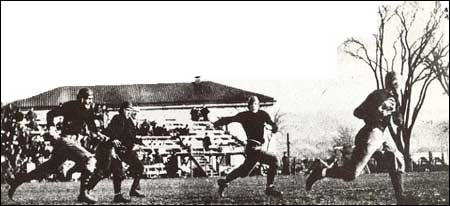
陸軍士官学校とノートルダム大学の試合（1913年）

1913年、アメリカ陸軍士官学校対ノートルダム大学戦において、ノートルダム大学のガズ・ドライズとヌート・ロックニーがパスプレーを繰り出し、ランプレーと効果的に織り交ぜ、それまでほとんどランプレーだけだったアメリカンフットボールの戦術において革命を起こした。40ヤードのタッチダウンパスを皮切りに、ノートルダム大学が得た5TDはすべてパスプレーによるもので、35-13で圧勝した。パスプレー（1回のみ前方にパスができるルール）自体は1906年から認可されていたが、それまでは限定的にしか使用されていなかった。

### NFLの歩み

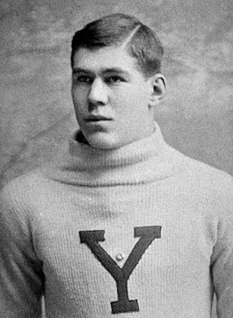
最初のプロアメフト選手として知られるウィリアム・ヘッフェルフィンガー

競技が普及するにつれて、各地のアスレチック・クラブでプレーする選手たちは次第に報酬をもらうようになって行った。1892年、エール大出身のウィリアム・ヘッフェルフィンガーが1試合500ドルの報酬で最初のプロ選手となり、1893年には年間契約のプロ選手が誕生している。1895年に16歳のジョン・ブラリアーが1試合10ドルでプロに転向することを初めて公表。1896年にはいくつかの試合をプロだけで構成されたチームで戦うクラブが現れ、1889年、ついにカージナルスがプロチームとして誕生した。
20世紀に入ると選手の報酬は急騰し、1915年には第5回夏季オリンピック（1912年、ストックホルム）で2個の金メダルを獲得したジム・ソープが1試合250ドルの報酬を得た。すると、より良い待遇や契約条件を求めて選手がチームを渡り歩くためにチーム力が安定しないという問題が起こり始め、挙句の果てにはチームが大学生をプロ選手としてプレーさせるような事態が続発した。
1920年、上記のような問題を管理・統括するために、現在のNFLの前身となるAPFAが11チームで結成された。加盟費は各チーム100ドルであった。1922年にAPFAはNFLと改名、参加チームは18チームだった。

### その他のプロリーグ
NFLの成功を見て、数々のプロリーグが作られてきたが、多くは短命に終わっている。
- 1982年にNFLのシーズンオフを狙った春季リーグのUSFLが結成されるも、1986年には終了した。その後2022年に復活した後に2024年にXFLと合併してUFLとなった。
- 1987年には屋内のアリーナフットボールリーグが誕生し、1年の中断を経て2019年に破産。
- 2001年には春季リーグであるXFLが1年だけ行われ、2020年に再開し、中断をはさんで2024年からUSFLと合併してUFLとなった。
- 2009年には屋内の女性によるレジェンズ・フットボール・リーグが誕生し、2022年シーズン以降中断している。
- 2017年には屋内のNational Arena Leagueが誕生し、2024年現在も続行している。
- 2019年には1年だけ春季リーグであるアライアンス・オブ・アメリカン・フットボールが存在した。
- 2024年にはUSFLとXFLが合併して春季リーグUFLが誕生した。

### 日本における発展
日本では、岡部平太が1917年留学先のシカゴ大学でスタッグ教授よりバスケット・水泳・陸上競技と共にアメリカンフットボールを学んだ。実際に岡部は大学や近くのクラブチームでプレーを経験した。
岡部は1920年に帰国すると、陸上競技コーチに就任した第一高等学校 (旧制)の「陸上運動部」や、東京高等師範学校附属中学校（現・筑波大学附属中学校・高等学校）の学生らにアメリカンフットボールを教えた。3チームが結成され、練習試合も多く行われたらしいが、翌年に岡部が新設の水戸高等学校 (旧制)に赴任したことや、当時は国内にボール製造メーカーが無く、輸入も難しかったこともあり、本格的な継続活動には至らなかった。また、岡部は1925年出版の自著「世界の運動界」の中で、日本で最初と思われるアメリカンフットボール解説を書いている。
1934年になって、立教大学教授ポール・ラッシュと明治大学教授松本瀧藏ら、日本に留学した日系二世が中心となり、立教大学・明治大学・早稲田大学が参加した「東京学生米式蹴球競技連盟」（のち「東京学生アメリカンフットボール連盟」を経て現在の日本アメリカンフットボール協会）を設立。同年11月29日には明治神宮外苑競技場にて、学生選抜軍と横浜外人チームによる、日本で最初の公式戦が行われた。公式にはこれが日本に紹介された嚆矢とされている。ライスボウルで最優秀選手に贈られる「ポール・ラッシュ杯」はラッシュにちなむ。
第二次世界大戦の影響で一時国内競技が中断された時期もあったが、戦後復活して現在に至る。日本はアメリカンフットボールの強豪国であり、1999年にイタリアで行われた第1回ワールドカップイタリア大会で優勝、2003年の第2回ドイツ大会でも優勝、2007年の第3回日本大会でも準優勝を飾っている。2011年の第4回オーストリア大会では、初参加のカナダにシーソーゲームの接戦で敗れ、三位決定戦でメキシコに辛勝し3位を確保している（優勝：USA）。
これら日本での発展の記録は、立教大学アメリカンフットボール部の選手であった服部慎吾が手記として残しており、日本アメリカンフットボール協会のサイトで公開されている。
1946年の第1回国民体育大会で1度だけ採用されたこともある。

## 試合とルール
アメリカンフットボールの試合は、NCAAが定める公式規則（NCAAルール）を基本として行われる。団体の年代や地域事情などを考慮して、ローカルルールが採用される場合もある。NFLでは、プロの試合としての面白みを加えるための独自ルール（NFLルール）が採用されている。日本では学生・社会人を問わずNCAAルールに基づき行われる。主な違いは、アメリカンフットボール・NFLとNCAAのルールの差異を参照。

この節では、NCAAルールを基本として、NFLルールについても併記する。なお、反則については反則の項に詳述する。
なお、アメリカンフットボールでは長さの単位としてヤード・フィート・インチが用いられる。1ヤード=91.44cm=3フィート=36インチ、1フィート=30.48cm=12インチ、1インチ=2.54cmである。

### フィールド

アメリカンフットボールのフィールド （図上の数字は、近いサイドのゴールラインからのヤード数。中央のラインをハーフウェイラインと表記しているが、50ヤードラインが正しい）

フィールドの大きさ
アメリカンフットボールのフィールドは、長辺120ヤード (約109.73m)のサイドラインと、短辺160フィート (160フィート、約48.78m)のエンドラインで囲まれた長方形である。
エンドゾーン
エンドラインから10ヤード中央寄りに、エンドラインと平行してゴールラインが引かれる。サイドライン、エンドライン、ゴールラインで囲まれた、フィールド両端の領域をエンドゾーンという（図の濃緑部分）。ゴールライン自体はエンドゾーンに含まれるが、サイドライン・エンドラインは含まれない。
ゴールポスト
両方のエンドラインの中央には、高さ10フィート (3m) のクロスバーで連結された、幅18.5フィート (5.6 m) のゴールポストが設置される。
フィールド上のライン
アメリカンフットボールは、ボールや選手の位置について、目視ながら厳密さをこだわる競技のため、ゴールラインとサイドラインの内側に多くのラインが引かれている。
両サイドラインの内側に1ヤードごとに24インチ (61cm)のエンドラインに平行な白線を引く(ヤードライン)。5ヤードごとにサイドラインを結ぶように白線を引く。

両サイドラインから内側60フィート (18.29m)の位置に、ハッシュマークと呼ばれる24インチ (61cm)の白線を引く。

両サイドラインから内側9ヤード (8.23m) の位置に10ヤードごとに、9ヤードマークと呼ばれる12インチ (30cm)の白線を引く。

可能であれば、9ヤードマークを上端とするように、ゴールまでのヤード距離の数字を表示する。
フィールドの区別
エンドラインとサイドラインに囲まれた内側の領域をインバウンズと呼び、外側の領域をアウト・オブ・バウンズと呼ぶ。ライン上はアウト・オブ・バウンズである。
フィールドは、中央のヤードライン50ヤードライン（しばしばハーフウェーラインと呼ばれるが、50ヤードラインと呼ぶのが正しい）で二つの陣地（エンド）に区切られ、それぞれ自陣と敵陣（または○○チーム陣）に区別される。フィールド上のボールの位置は、「陣地＋その陣のゴールまでの距離」（○○陣△ヤード）と表される。

#### チームエリア
両サイドラインの外側に、両25ヤードラインの間に、2つの選手の待機場所（チームエリア）が設置される。

両チームが分かれて、試合を通じて1つずつチームエリアを使用する。

### 試合時間
試合時間（ゲームクロック）は、60分であり、カウントダウン形式で計時する。15分ずつの節に分ける。各節をクォーター （quarter、4分の1）と呼び、Qと表記することがあり、4つの節それぞれを1Q・2Q・3Q・4Qと表記することがある。また、1Qと2Qを合わせて「前半」、3Qと4Qを合わせて「後半」とも呼ぶ。
1Qと2Qの間、3Qと4Qとの間はクォータータイムと呼ばれる1分から数分程度の休憩が、前半と後半の間は15分程度の休憩（ハーフタイム）がある。加えてプレーの結果によってしばしば計時が止まることもあるため、ゲームクロックは60分であるが、実際の時間は2時間半から3時間程度になる。
日本の場合、選手の体力保全や会場運営のスケジュール上の都合を考慮して、大学生のリーグ戦では、1クォーター12分で、試合全体では48分で実施する。高校生の場合は1クォーター10分で行われる。社会人（Xリーグ）では2016年ごろからジャパンXボウルを含めて、1クォーター12分で実施している。甲子園ボウルや、ライスボウルといったボウルゲームでは1クォーター15分の計時で行なわれる。

### 勝敗と延長
4Q終了時点で、得点を多く挙げたチームが勝利チームとする。4Q終了時に同点の場合、原則、引き分けとする。勝敗を決める必要がある場合には、延長戦を行う。
NFLでは、レギュラーシーズンで10分間、ポストシーズンで15分間のオーバータイム（延長戦）を行う。サドンデス方式により、先に得点を挙げたチームが勝利となる。ただし先攻チームが最初の攻撃で得点を挙げた場合は試合終了とせず、後攻チームに攻撃権を与える。レギュラーシーズンでは、10分間の延長後に決着がつかなければ引き分けとなる。プレーオフでは、勝敗が決まるまで15分のピリオドを繰り返す。
UFLではオーバータイムに代えて、サッカーのPK戦に類似した方法で勝敗を決定する。ビジター・チームが先攻となり、5ヤードラインからタッチダウンを狙う攻撃を交互に3度ずつ行ったのち、タッチダウン数の多いチームが勝利する。同点の場合は、いずれかのチームがタッチダウンを決めるまでサドンデスで続く。
NCAAルールでは、「タイブレーク」という特殊なルールにより勝利チームを決定する。

### チームの人数
1回のプレーの間に参加できる選手数は、各チーム最大11人、計22人である。
ただし、プレーとプレーの間であれば、一度に何人でも交替できる。一度プレーから外れた選手が再びプレーに参加することも可能である。このため、選手の専門化が著しく、主に攻撃を担当するオフェンスチーム、主に守備を担当するディフェンスチーム、ボールを蹴るプレイを伴う特殊な場面で登場するスペシャルチーム（キッキングチーム）の選手に分かれ、攻守交替などの場面で一度に11人全員が交代することも珍しくない。場合によっては1人の選手が複数のポジションを兼ねることもあるが、リーグの競技レベルが上がるにつれそのケースは減る傾向にある。

#### 最大選手数
NFLにおいては、チームに53人が登録でき、出場可能な選手は、1試合ごとに46人である。
日本のXリーグは、1チーム最大65人の選手を登録できる。日本の大学や高校ではベンチ入り人数に上限は無い。同時にフィールドに出ていなければ、同じ背番号の選手がいてもかまわない。交代起用回数・人数ともに制限はない。

#### スタッフの数
チームエリアには、選手以外にコーチ・トレーニングスタッフ・医師ほかスタッフが最大60人入ることが出来る。

### 審判の人数
審判 (オフィシャル) の人数は、最低で4人最大で8人で運営する。8人構成の場合、レフリー、センタージャッジ、アンパイア、ヘッド・ラインジャッジ、ライン・ジャッジ、バック・ジャッジ、フィールド・ジャッジ および、サイド・ジャッジで対応する。
レフリーが審判団を代表するが、他の審判も判定の権限は平等に持っている。判定で違いなどがあれば、協議した上で決定する。

### 試合前

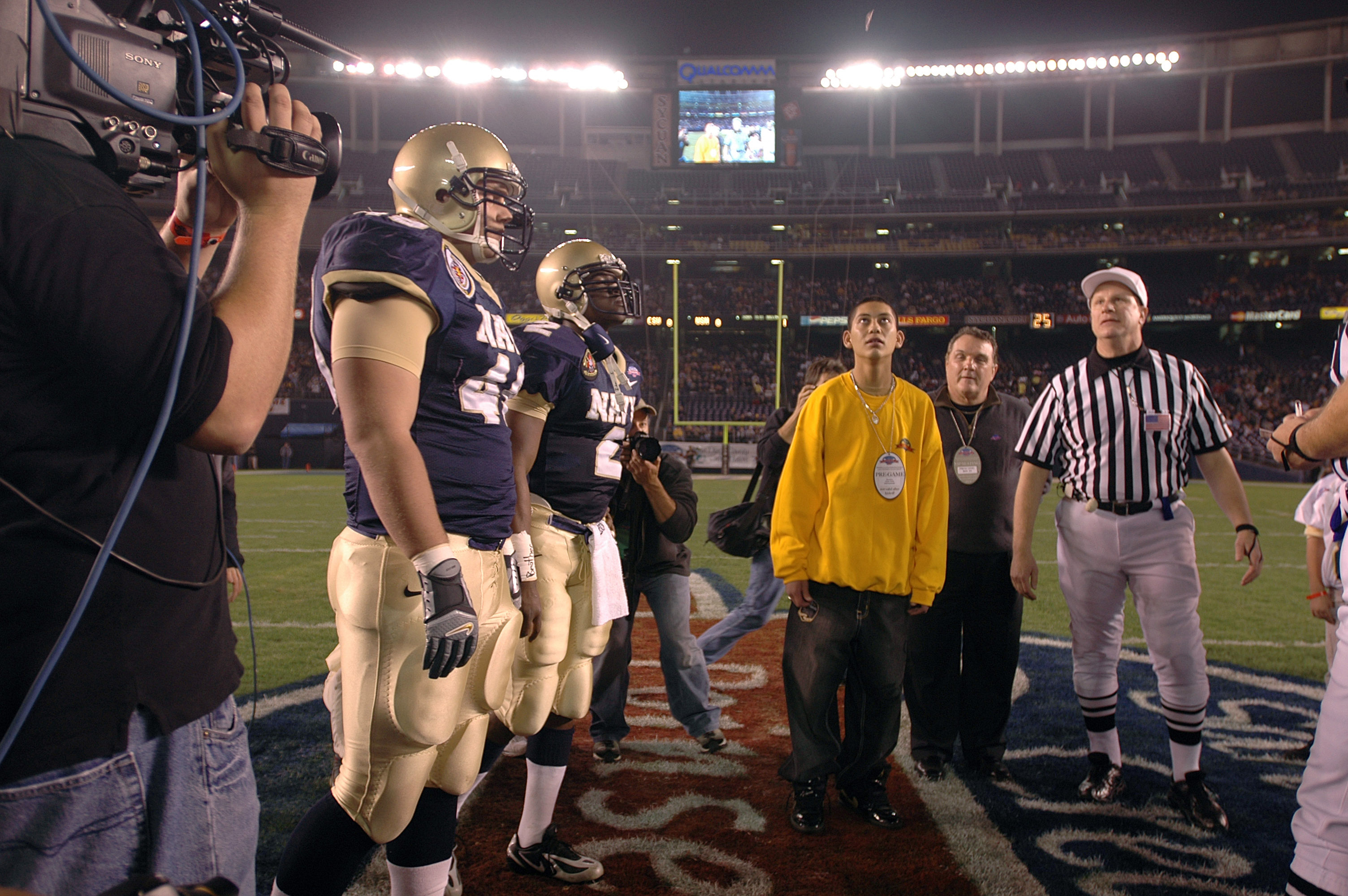
コイントスの様子

試合前には、試合開始予定3分前にセレモニーを開催する。セレモニーでは、レフリーとアンパイアが立ち会いのもと、両チームのキャプテンと審判がフィールド中央に集合する。他の選手はチームエリアで待機する。
両チームのキャプテン（1名以上4名以内）がフィールド中央に集合し、審判から試合上の諸注意を受けた後に、コイントスを行う。ボウルゲームや交流戦などでは、両チームの記念品（ペナントなど）の交換が行われることもある。

#### コイントス
コイントスは、試合開始時にボールと、陣地の所有権を決める。以下の手順で行う。
通常、コイントスの勝者は、先に攻撃権を得るため、前半のレシーブを選択する。ただし、守備に自信があったり、後半からの巻き返しを想定したりした場合、後半を選択する。
1. ビジター側のキャプテンが、審判が持つコインの裏表を選択する。
2. 審判がコインが回転しながら落下するように投げる（ボウルゲームなどでは、特別のゲストにコインを投げる役割を与えることもある）。
3. 結果が当たった（コイントスの勝者）チームは、前半もしくは後半のいずれかのハーフを選択する。
  1. コイントスの敗者は、勝者が選択しなかったハーフを選択する。
  2. コイントス勝者が、後半を選択（前半を辞退）した場合、審判はその旨をコールする。
4. 各ハーフを選択したチームは、そのハーフが始まる前に以下のいずれかを選択し、対戦チームは残りの選択をする。通常は、レシーブを選択し、対戦チームは、陣地を指定する。
  1. レシーブまたはキック
  2. 陣地

コイントスの手続きが完了すると、各チームのキャプテンが守るべきゴールライン側に並ぶように回転し、審判はどちらのチームが前半のレシーブであるかを試合会場に通告するのが通例である。前半のキックのチームによるフリーキック（キックオフ）により試合が開始する。

### ダウン
アメリカンフットボールでは、プレーをダウンと呼ばれる概念で区切る。
ダウンには、スナップで始まるスクリメージ・ダウン、フリーキックで始まるフリーキック・ダウン、フェアキャッチ・キックで始まるフェアキャッチ・キック・ダウン（NCAAルールではフェアキャッチ・キックはない）に分けられる。
ダウンは、審判がプレーの開始（レディ・フォー・プレイ）を宣告してから終了（ボールデッド）を宣告するまでの単位であり、ダウンが終わったら、仕切り直して次のプレーを開始する。これがアメリカンフットボールを見慣れない人にとって、「アメリカンフットボールは良く止まる」としばしば違和感を覚えるところである。

### フリーキック

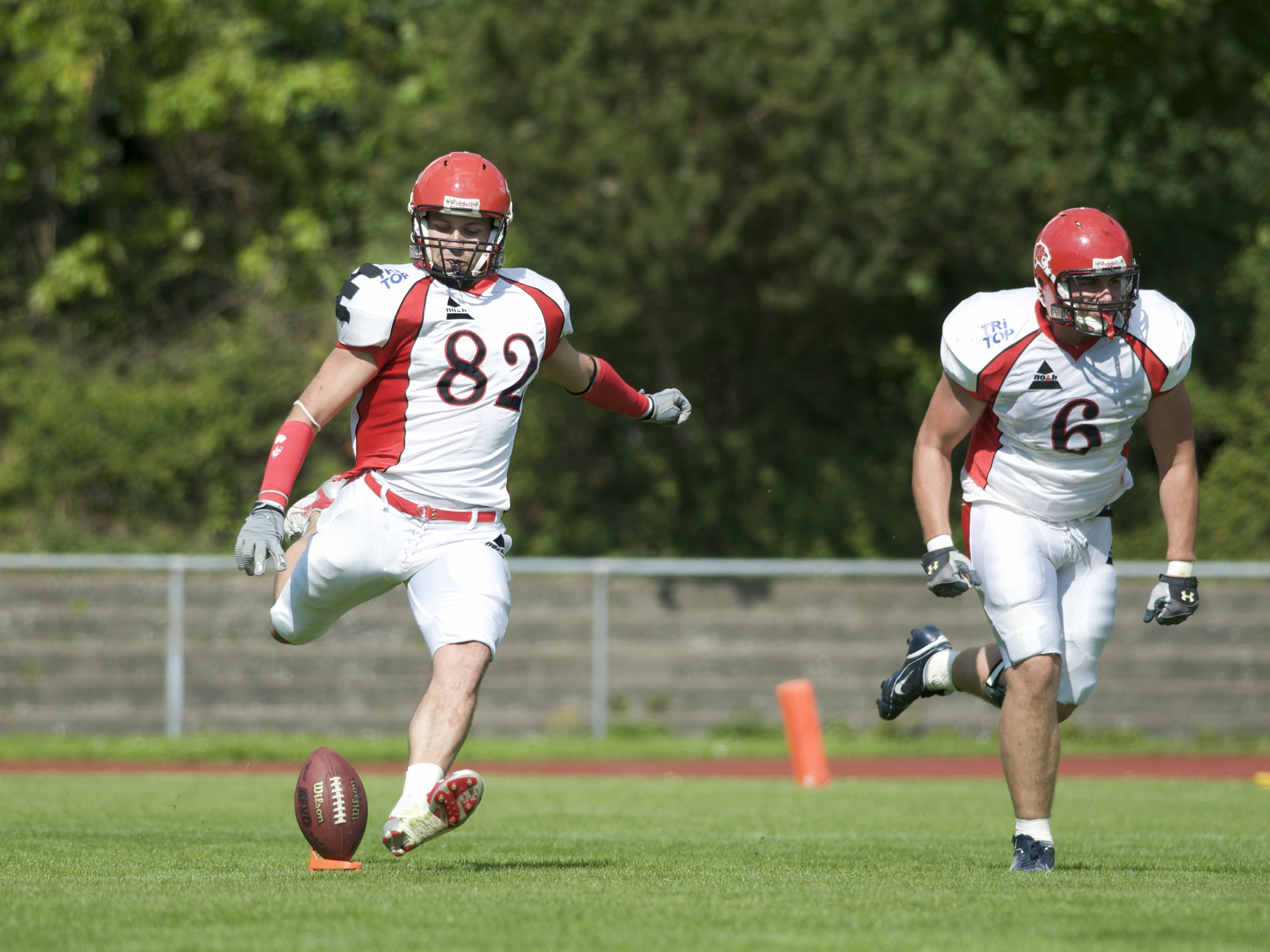
キックオフの様子

フリーキックとは、前後半・延長戦の開始時、及び得点後の試合再開のために行われる特殊なプレーである。通常はキックしたチームが攻撃権をレシーブするチームに渡す。
フリーキックにはセイフティ・キックと、キックオフがある。セイフティ・キックはセイフティという特殊なプレー後のみに行われる。キックオフは前後半・延長戦開始、またはトライ、フィールドゴールの後に行われる。
従来、キックオフでは両チームの選手が長い距離を助走して加速して衝突し合うために負傷が多かった。そのために、2024年シーズン以降のNFLのように、両チームの選手の距離を狭めた数々のルール改正が行われている。

#### 概要
フリーキックは、通常、ボールを地面（またはキッキングティー）において蹴るプレースキックを行う。
ルール上、地面に落としてはずんだ直後に蹴るドロップキックで行うこともできる。ただし、距離を求められるキックオフの場合、安定して蹴れないドロップキックを用いることは稀である。風が強い場合などはボールが倒れやすいため、キック側のチームの選手がホルダーとしてボールを支えても構わない。キッキングティーは、プレーの終了後、キック側のチームが回収（NFLでは専門の係員、スタジアムが用意した動物などが回収）する。
ボールを敵陣に向けて蹴ることにより、フリーキックのプレーが開始する。その後、レシーブ側の選手が捕球し、キック陣に向けボールを持って走り、出来るだけ敵陣に近づこうとする。キックチームのタックルで止まったり、サイドラインを割ったりすれば、フリーキックのプレーが終了する。リターンにより相手のエンドゾーンに到達すれば、タッチダウンが成立する（リターン・タッチダウン）。
タッチダウンに至らなかった場合、ボールを確保したチームに攻撃権が与えられ、スクリメージ・ダウンに移行する。
NFLのキックオフを除き、レシーバーへのタックルが認められず、レシーブされた地点からスクリメージ・ダウンに移行する、フェアキャッチが認められる。

#### セイフティ・キック
- セイフティを献上したチーム（失点したチーム）が行う。
- キッキングチーム陣20ヤードからキックされる。
- ボールが蹴られるまで、キック側の選手はボールの後方にいなければならない。
- また、キッカーおよびホルダーを除いて、キック側選手の全員がボールの位置から5ヤード後方のラインの間に片足がおかれなければならない（NFLでは1ヤード）。[注 25]NFLではさらに左右の選手数に制限がある。
- レシーブ側の選手はボールの位置から10ヤード自陣側に離れたラインより、自軍側にいなくてはならない。

#### キックオフ

##### 概要
- 前後半・延長戦を開始するキックオフは、コイントスの結果に基づく。
- トライ後、フィールドゴール後のキックオフは、得点をした側が行う。
- キック側のチーム陣35ヤード(UFLでは30ヤード)からキックされる。

##### NFLのキックオフ
キッキングチーム側の35ヤードからキックされる。
キックングチームのうちキッカー以外の全選手はレシービングチーム側の40ヤードラインに並ぶ。レシービングチームのうち、9人以上は自陣35ヤードラインから30ヤードラインの間に位置し、そのうち7人以上は35ヤードライン上に並ばなくてはならない。ゴールラインから20ヤードラインの間のランディングゾーンには2人以下のリターナーがいることができる。
キックされたボールが地面に落ちるまで、あるいはレシービング側の選手に触れるまで、キッカーは50ヤードラインを越えられず、キッキングチームのキッカー以外の選手は動くことができない。キックされたボールが地面に落ちるまで、あるいはレシービング側の選手に触れるまで、レシービング側のリターナー以外の選手は動くことができない。リターナーはいつでも動くことができる。ゴールラインと20ヤードラインの間のランディングゾーンに落下したボールはリターンされなくてはならない。ランディングゾーンに落下した後エンドゾーンに入ったボールがダウンされた場合、20ヤードからのタッチバックとなる。ボールがエンドゾーンに落下してダウンされた場合、ボールがエンドゾーンの後ろに出た場合は35ヤードからのタッチバックとなる。ランディングゾーンに届かなかった場合、サイドラインを割った場合はともに40ヤードからのタッチバックとなる。

##### UFLのキックオフ
キッキングチーム側の30ヤードからキックされる。
リターナー以外のレシービングチームの選手は自陣の30ヤード線、キッカー以外のキッキングチームの選手は相手陣の35ヤード線の上に並ぶ。
キックがサイドラインを割った場合、20ヤード線の前で落下した場合はキッキングチームの45ヤード線から攻撃が始まる。
空中でエンドラインを超えたタッチバックは35ヤード線から、バウンドしてからエンドラインを超えたタッチバックは15ヤード線から攻撃が始まる。

##### NFL、UFL以外のキックオフ
キッキングチーム側の35ヤードからキックされる。
キッカーおよびホルダーを除いて、キック側選手の全員がボールの位置から5ヤード後方のラインの間に片足がおかれなければならない。
レシーブ側の選手はボールの位置から10ヤード自陣側に離れたラインより、自軍側にいなくてはならない。
ボールがエンドゾーン内でダウンされた場合は20ヤードからのタッチバックとなる。

#### オンサイドキック
キッキングチームが攻撃権を手放さないために行われる、意図的に短い距離を蹴る特殊なプレーである。
フリーキックのボールは、キックした位置から10ヤードを超えて転がるか、レシーブチームの選手が触れたりすると、どちらのチームも確保して攻撃権を得ることができる。蹴ってから地面につく前、または、1回だけついてバウンドしている間（いわゆるノーバウンドまたはワンバウンドの）ボールは、レシーブチームの選手に優先して確保する権利があり、キックチームが、妨害できない。キックされたボールが、ゴールラインより手前で、他の選手に触れられることなくアウト・オブ・バウンズとなった場合は、キック側の反則となる。（反則の項で詳述）
オンサイドキックを行う場合、キッカーはボールを弾ませるようにサイドライン方向に目掛けて蹴る場合が多い。これは、不規則なバウンドによりレシーブ側が取り難くなることと、キック側がボールに到達する時間を稼ぐねらいがある。
オンサイドキックの意図はレシーブ側も察知しやすいため、成功率はかなり低い。さらに、オンサイドキックのボールをレシーブ側が確保した場合は、キック側は通常のフリーキックよりも不利な地点から守備を行わなければならないことが多い。これらのことから、オンサイドキックは非常にリスクの高いプレーであるが、キック側が負けていて、残り時間が少ないが、逆転を狙う必要がある場合などに行われる。
NFLでは、宣言して行うことができる。
UFLでは、2025年シーズンからオンサイドキックが禁じられ、4thクォーターで得点したチームが自陣28ヤードからの4thダウン12ヤードからの攻撃を選択することができる。
他のリーグのルールでは、通告なしにセイフティ・キックを含むあらゆるフリーキックの場面で行うことができる。

### スクリメージ・ダウン

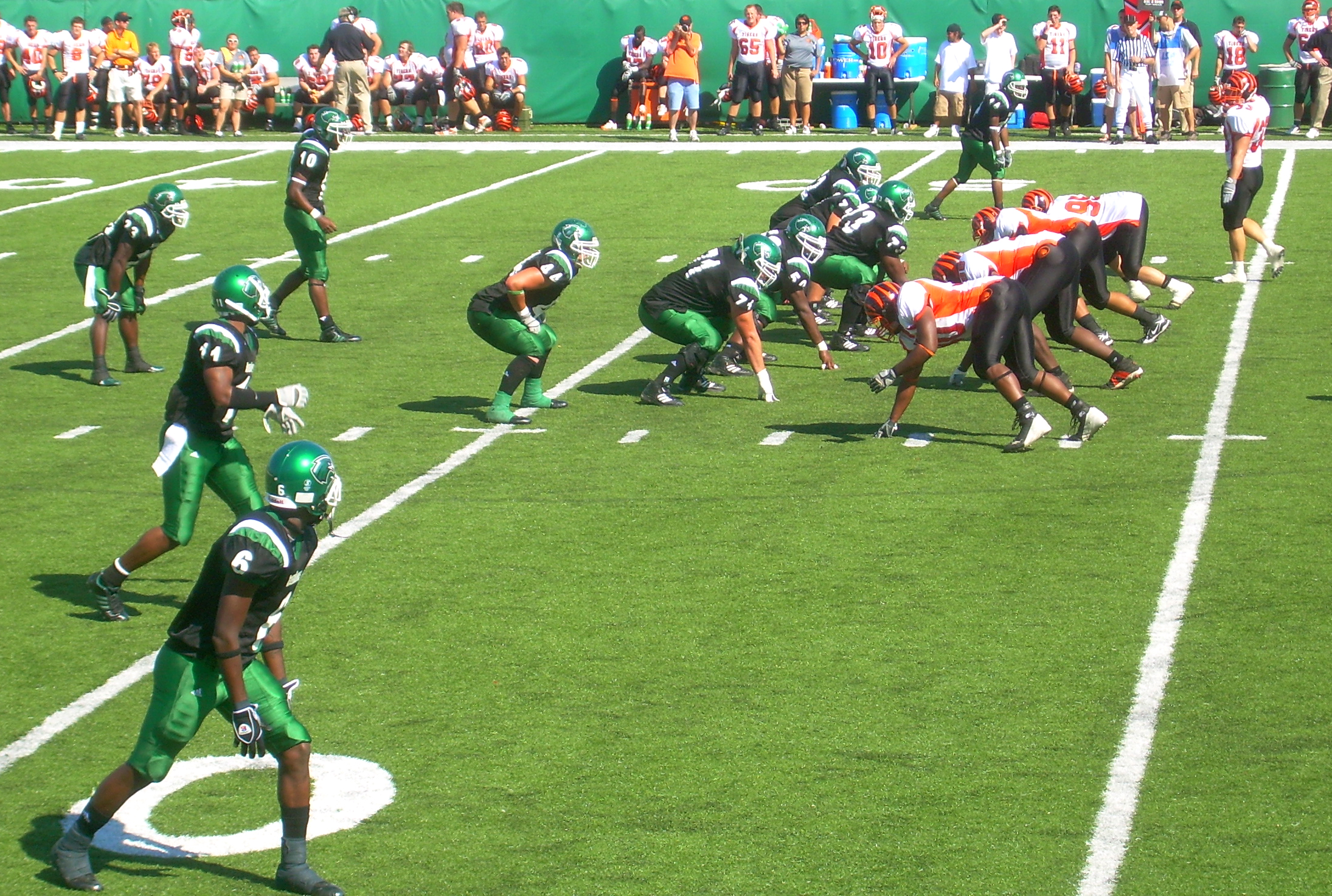
スクリメージライン

スクリメージ・ダウンとは、フリーキック、フェアキャッチ・キック以外のすべてのダウンであり、アメリカンフットボールのほとんどのダウンはスクリメージ・ダウンである。
スクリメージ・ダウンでは、開始前に審判によってボールをサイドラインに平行に置かれ、審判により開始が宣告される。
攻撃側のスナップ（地面に置かれたボールを後方の味方選手に渡すこと）により開始する。
ボールの両端にはゴールラインに平行な仮想のライン（スクリメージ・ライン、英語ではLine Of Scrimmage）が存在し、この2本のラインを通る2つの鉛直平面に挟まれた空間をニュートラルゾーンと呼ぶ。スナップ前には、スナッパー以外の両チームの選手はこの空間に立体的に侵入してはならず、なおかつ自陣に近いスクリメージ・ラインより手前に位置しなければならない。
スナップ後、攻撃チームは敵陣方向に進めることを目指し、守備チームはその前進を阻み、逆に後退させたり、ボールを奪ったりすることを目指す。
ボールを持った選手がサイドラインの外に出たり、手首より先の手か足首より先の足、以外が地面に着くとプレーが終了する。相撲と異なり足の甲や手が着いても終了とはならない。

#### シリーズ
攻撃権を得たチームは、当初4回連続のプレーを行う権利（シリーズ）が与えられる。

この4つのダウンを順にファーストダウン、セカンドダウン、サードダウン、フォースダウンという。
攻撃権を得た地点からスナップし、その地点から敵陣方向10ヤード先にシリーズ獲得線が設定される。
4回のダウンの間にシリーズ獲得線に到達するか越えれば（10ヤード以上前進すれば）新たなシリーズが与えられ、再びファーストダウンとなり改めて4回の攻撃権を保持する。これを「ファーストダウンの獲得」あるいは「ファーストダウンの更新」という（日本ではフレッシュと呼ぶことがあるが、和製英語である）。
逆に、シリーズ獲得線に到達できなければ（10ヤード前進できなければ）、攻守交替でありプレー終了地点で相手チームが攻撃権を獲得する。
攻撃側のチームは、攻撃権を維持したままプレーを繰り返し、最終的にはタッチダウンなどによる得点を目指す。
攻撃側には4回のダウンが与えられるが、フォースダウンになった場合には、ファーストダウンの獲得をあきらめてフィールドゴールまたはパントを行うことが多い。
ダウンを継続し攻撃権を得てから得点する、あるいは攻撃権を失うまでの一連をドライブと呼び、本来はシリーズの上位概念である。

但しドライブのことをシリーズと呼ぶこともある。シリーズは、上述の通り、4回連続の攻撃ダウンとしてルールで定義されているが、実況の用語としてはドライブと同様の意味として使用される。
ボールを前進させる方法は、主にランプレーとパスプレーに大別される。それぞれのプレーにおいて、選手は予め決められた動き方（アサイメント）に従って動く。通常、どのチームでも複数のプレーにおけるアサイメントを用意しており、状況に応じて使い分ける。このアサイメントをまとめた戦術書をプレーブックと言う。
通常、スクリメージ・プレーの前には、両チームの選手はそれぞれ集合し、次のプレーの戦術確認を行う。これをハドルと呼ぶ。ハドルでは、コーチからの指示を確認したチームリーダー（攻撃側では主にクォーターバック、守備側ではそれぞれ決められたチームリーダー）が状況を判断し、他の選手にアサイメントを伝達する（プレイコール）。
コーチからの指示には、交代選手を伝令とする・チームエリアからサインを送る、などの方法がある。NFLでは、無線通信によりリーダーに直接伝達する方法がとられる場合がある。

#### ダウン・アンド・ディスタンスとチェーン

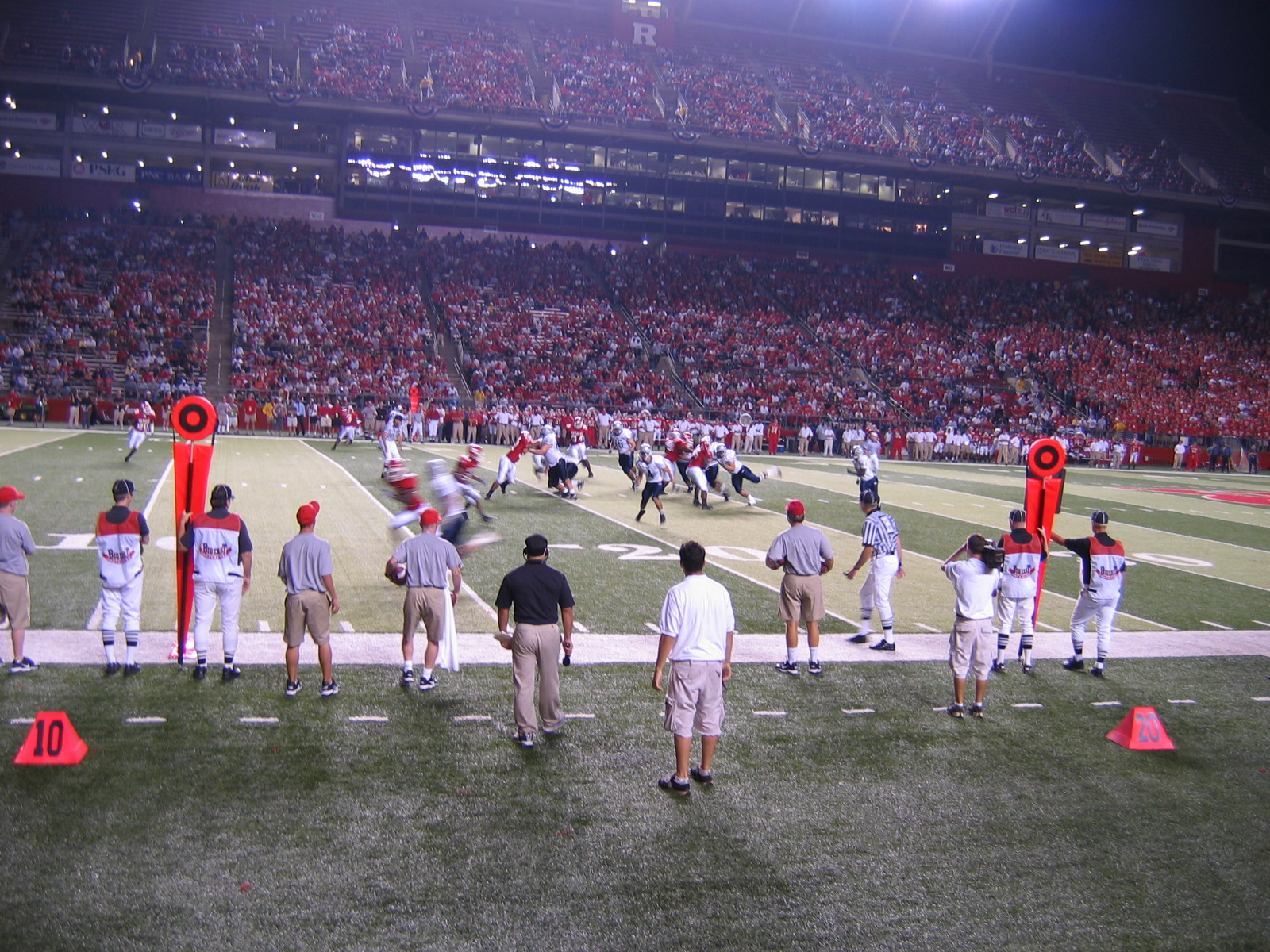
写真手前のオレンジ色の器具がチェーン、2つの器具の間の距離が10ヤードになっている

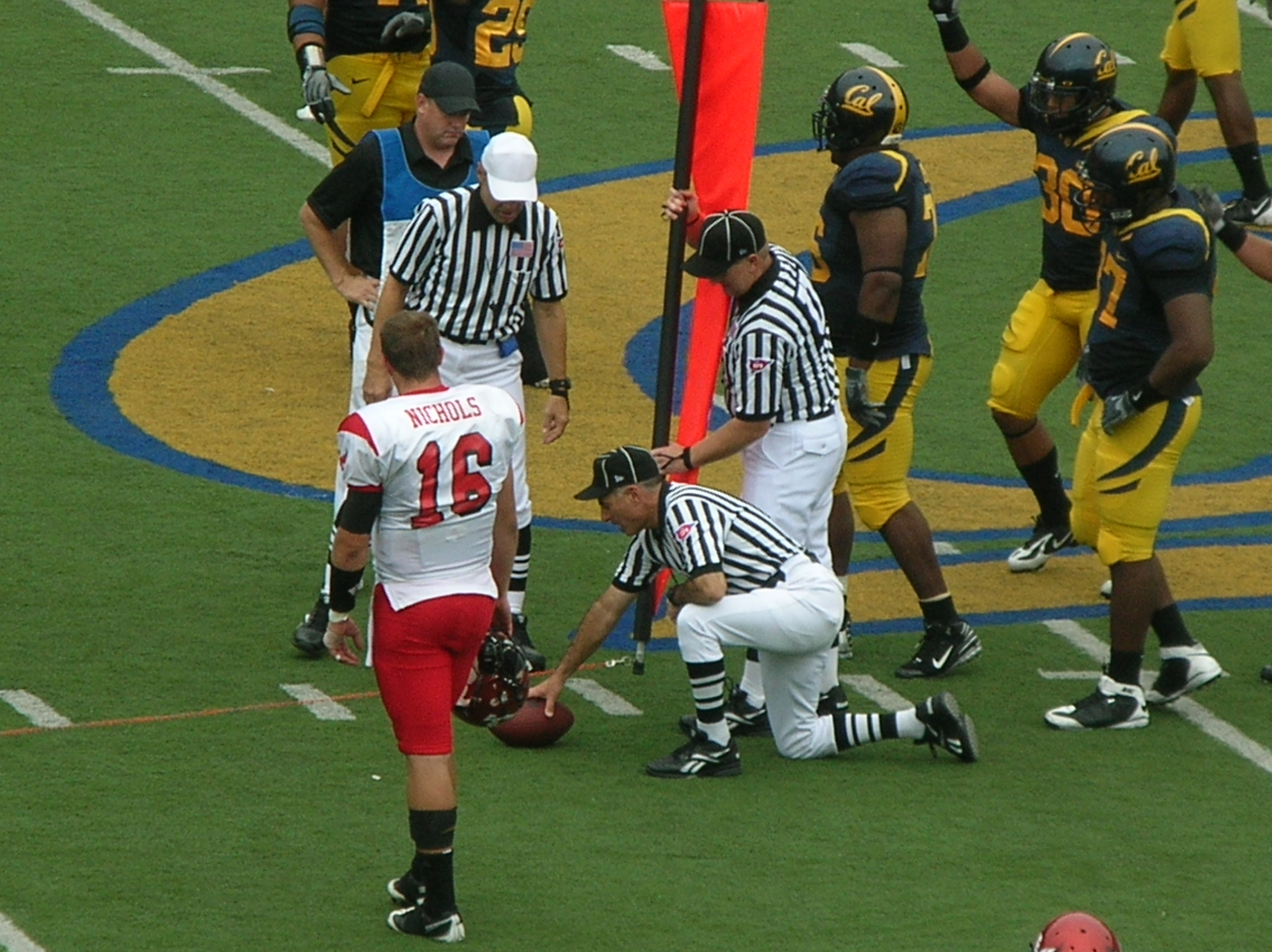
審判がメジャーメントを行っている様子。この写真の場合、攻撃方向（右）のチェーンにボールが届いていないため、ファーストダウンは更新できていない

攻撃側の状況は、ダウン数とシリーズ獲得線までの必要な距離（ダウン・アンド・ディスタンス）で表される。テレビ放送やスタジアム内のスコアボードなどでも表示される。
攻撃権を新たに獲得したり、新たなシリーズを獲得したりした場合には「1st Down&10 To Go（）」と表示される。これは「現在ファーストダウンで、シリーズ獲得線までの残り距離は10ヤード」であることを意味する。なお、ここでいう残り距離は実測ではなく目分量であり、インチ単位は切り上げられる。
ただし、この表記は長いので通常同様に、「1st&10」と略記することが多い（ファースト・ダウン・アンド・テン、またはさらに&も省略してファーストダウン・テンと読む）。同様に「2nd&7（）」、「3rd&2（）」と表示された場合は、それぞれ「セカンドダウンで残り7ヤード」「サードダウンで残り2ヤード」という意味である。
直前のプレーの結果や攻撃側の反則に対する罰則によって後退してしまったような場合には、「2nd&15」など、10ヤードを超える残り距離が示されることもある。このように10ヤードを超える距離が残っている場合には大まかに「2nd&Long」という表現を用いることがある。
逆に残り距離が1ヤードに満たない場合には、「2nd&Inches」ないしは「2nd&Short」などと表されることもある。
なお、いずれかのチームが新たなシリーズを獲得した際に開始地点からエンドゾーンまでの残り距離が10ヤード（約9.144メートル）に満たなくなった場合には「1st&Goal」などと表されることが多い。「ゴールまで残りXヤード (X yards to goal)」という表示もある。本来10ヤード先にあるシリーズ獲得線が敵陣エンドゾーン内にあるため、そのシリーズの攻撃側の目標がシリーズの更新ではなくゴールラインを越えること（つまりタッチダウン）に切り替わるからである。
なお、フィールド上ではチェーンによってダウン・アンド・ディスタンスが表される。チェーンとは、新たなシリーズの開始位置と更新線の位置を示す目印であり、長さ10ヤードの鎖であり、その両端にポール（棒）をつけた器具全体をさすこともある。チェーンは、ビジター側のサイドライン外側のアウト・オブ・バウンズに設置する。先端にダウン数を示す数字の板をつけた棒である、インジケーター（ダウンボックス）とセットで使う。
いずれかのチームが新たなシリーズを獲得したときに、フィールド上のボールの位置からエンドラインと平行な線とサイドラインとの交点に、プレー開始地点のライン上（サイドライン際）にインジケーターを設置する。
インジケーターの地点にチェーンの片方のポールを設置し、他方のポールはチェーンをぴんと張った状態で攻撃方向10ヤード先に設置する。この一端が、次のファーストダウン獲得地点（シリーズ獲得線）の目印となる。
インジケーターとチェーンの位置が確定したら、プレーの邪魔にならないようにやや外側に離れる。（設置した位置がずれないようにチェーンの1ヶ所に目印をつけることが多い）
インジケーターは、プレー終了の都度、プレー終了地点（次のプレーの開始地点）のライン上に設置される。新たなシリーズを獲得したときには、インジケーターとチェーンをあらためて設置しなおす。
シリーズ獲得線に到達したかが微妙なときには、審判の判断あるいはチームからの要求により、メジャーメントを行う。メジャーメントとは、チェーンをサイドラインからボールのある地点まで移動し、実測によりシリーズ獲得線に到達したか判定することである。チェーンが10ヤードであり、ポールの内側を少しでも越えれば、到達したと見なされる。
ここまでの説明でも分かるとおり、チェーンの長さ自体は10ヤードと厳密だが、新たにシリーズを獲得したときのボールの置く位置、そこからインジゲーターやチェーンを設置する位置、プレー終了後のボールの置く位置はすべて審判の目測である。
チェーンとインジケーターの保持、移動、操作を行う係員をチェーンクルーと呼ぶ。

#### ランプレー

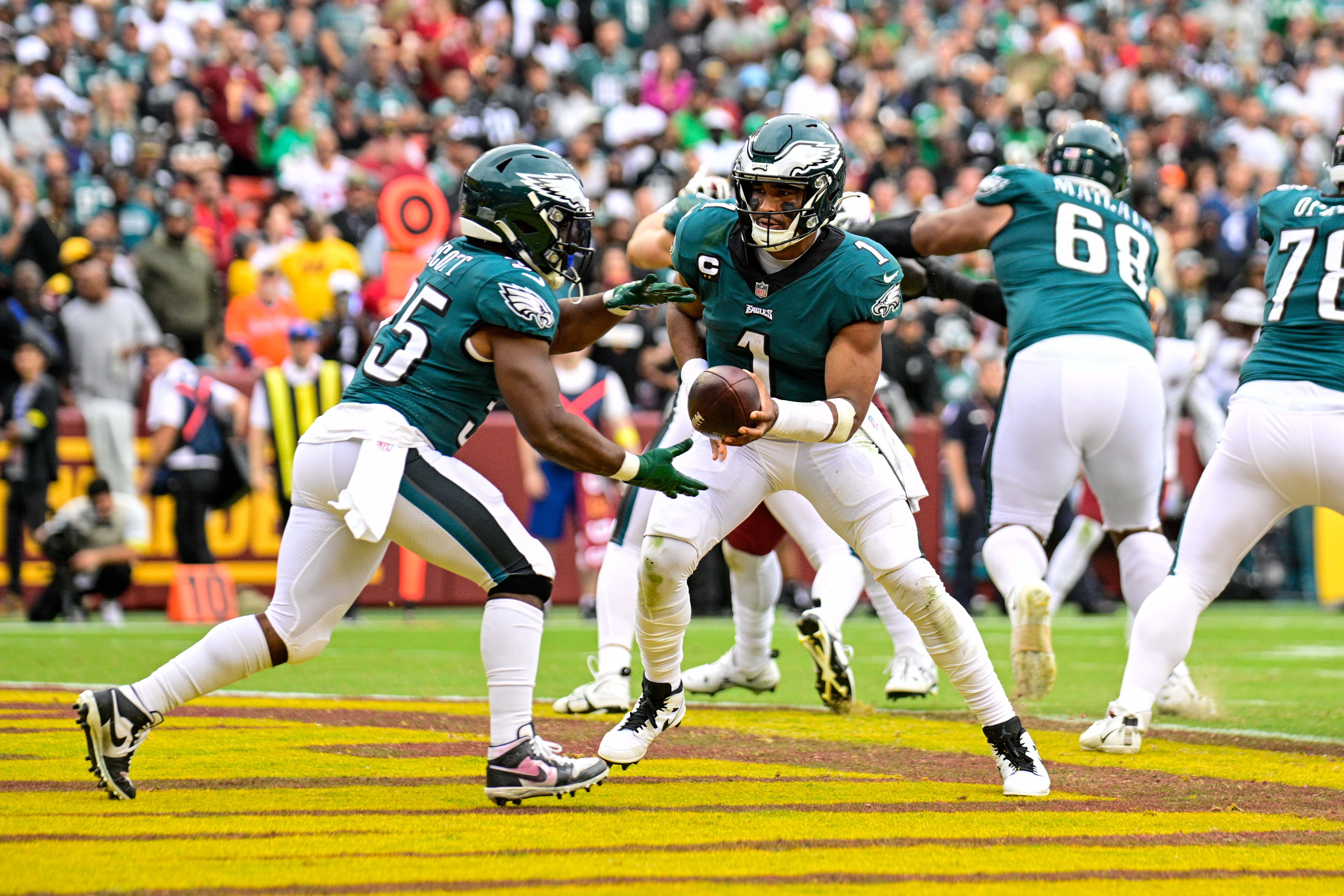
クォーターバックからボールを手渡されるランニングバック

ランプレーとは、ボールを受けた選手（ボール・キャリアまたはランナー）が、走って前進を狙うプレーである。比較的短い距離を確実に前進するために行われることが多い。
通常、ランナーになるのはランニングバックである。また、スクランブルといって、パスプレーを企図したクォーターバックが、適切なパスの受け手が見つからないために、自らボールを持ったままランプレーによる前進を図ることもある。
多くの場合、ランナーはプレーによってチームの作戦で決まったコースを走り、ランナー以外の攻撃側の選手は、ランナーの走路を確保するため、守備の選手をブロックしたり、他のプレーを行っているように装ったりする。
ランナーがサイドラインに出たり、倒れたりなどすれば、プレーが終了しデッドと宣告される。デッドとなった時点のボールの位置を次のダウンの開始位置とする（ランナーの位置ではない）。守備選手に押し返されて下がった場合は、もっとも進んだ地点でデッドとする。逆にランナーが自らの意志で下がったり、バックパスで下がったりした場合は下がった地点でデッドと判断される。
デッドとなる前にボールを落とした場合（ファンブル）、守備選手もボールを確保しても構わない。ファンブルでなくても力ずくで奪っても構わない。守備選手がボールを確保すれば、その時点で攻守交替（ターンオーバー）である。奪った選手は、デッドとなるまで相手方のエンドゾーンに向けて前進（リターン）することができる。デッド後、ボールを確保したチームが攻撃権を得る。リターンした選手がデッドの前に直接敵陣のエンドゾーンに入った場合には、そのままタッチダウンが認められる。これを、特にファンブル・リカバー・リターン・タッチダウンという。

#### パスプレー

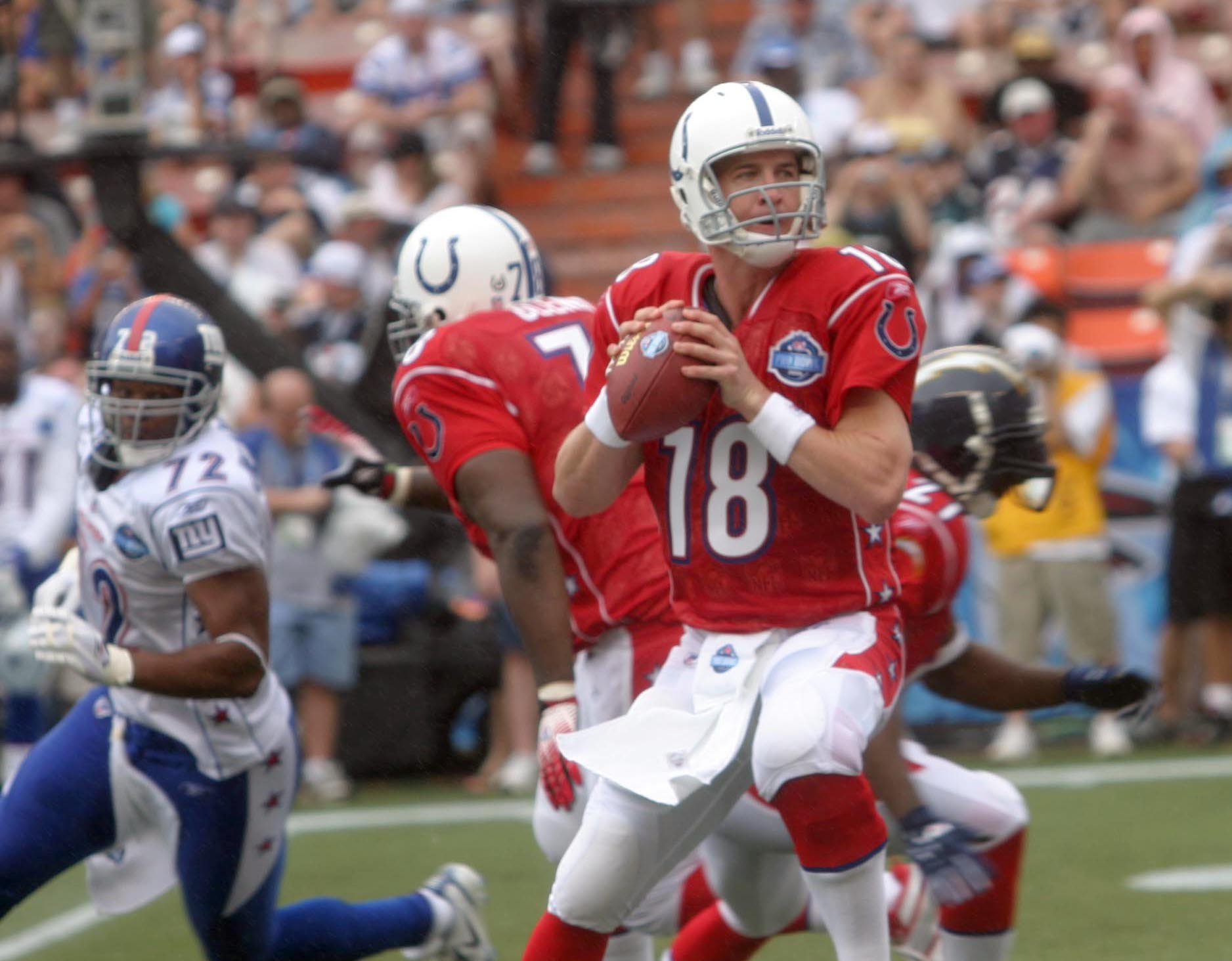
パスのターゲットを探すクォーターバック

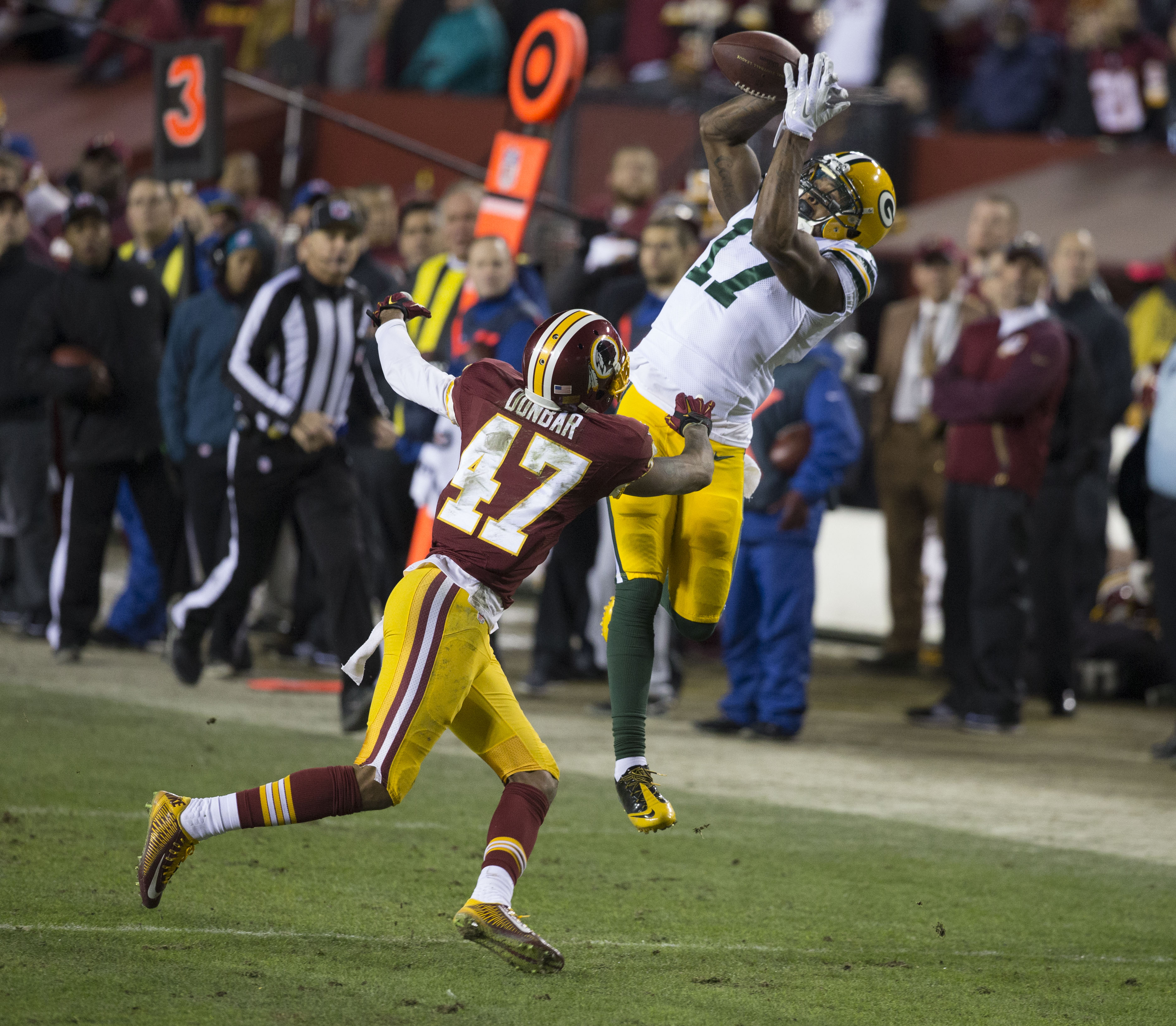
パスを捕球するワイドレシーバー

パスプレーとは、前方へのパスを使ったプレーである。アメリカンフットボールで断り無く「パス」と言った場合は、前方へのパス（フォワード・パス）を意味する。フォワード・パスは、1つのスクリメージ・ダウンにつき1回のみ、スクリメージ・ラインの手前から行うことが認められている（パスの受け手はスクリメージ・ラインの前方でも、後方でも構わない）。UFLでは、スクリメージ・ラインを超えない限り二度のパスが許される。

パスが前方か後方かは、スクリメージラインを超えたかどうか、投げた側と受けた側の身体の位置は関係なく、ボール自体が前方に進む軌道であったかで決まる。
パスプレーは、投げられたボールを攻撃側の選手がノーバウンドで捕球したときに成立する。ボールの位置がフィールド外であっても、インバウンズに片足（NFL、UFLでは両足）が着地すればパス成功となる。
捕球した選手は、ボールを持ったままさらに前進することができる（ラン・アフター・キャッチ）。パスキャッチ後は、ランプレーと同様のルールに切り替わる。
投げられたボールが、誰にも捕球されずに地面に落下した場合は、接地した時点でプレーが終了し（インコンプリート、パス不成功）、同時に計時も止まる。たとえ空中で選手がボールに触れたとしても、捕球されずに接地した場合はパス不成功となる。またパス不成功の時は、攻撃側は全く前進できずに、スナップした元の位置（プレビアス・スポット）から次のダウンとなる。
通常、パスを投げるのはクォーターバック、パスを受けるのはワイドレシーバーである。スナップ後、ワイドレシーバーはプレーによって定められたコースを走る。クォーターバックは、守備の状況を判断して、捕球可能と判断したワイドレシーバーにパスを投げる。

パスが成功するには、適切なスピード・距離・タイミングでパスが投げられることと、ワイドレシーバーの捕球技術が必要である。その他の選手は、クォーターバックがタックルを受けないように、またパスを投げるまでに必要な時間を稼ぐために、数人の攻撃側の選手が、クォーターバックの周りを取り囲むようにして、守備選手の侵入を防ぐ。特に、オフェンスラインの選手は、ルール上、パスを受けることができず、またパスが投げられるまではスクリメージラインを超えることが出来ず、パスプレーではクォーターバックを守ることに専念する。
また、パスされたボールは守備側の選手も捕球でき、守備選手が捕球することをインターセプトと言う。インターセプトが発生した瞬間に攻守交替（ターンオーバー）となり、捕球した選手は、ボールデッドとなるまで相手方のエンドゾーンに向けて前進（リターン）することができる。ボールデッド後、リターンしたチームが攻撃権を得る。リターンした選手がボールデッドの前に直接敵陣のエンドゾーンに入った場合には、そのままタッチダウンが認められる。これを、特にインターセプト・リターン・タッチダウンという。
パスプレーは、ランプレーと比べると確実性は低く、インターセプトの危険性もあるが、長距離の前進が期待できる。
なお、UFLではスクリメージ・ラインを越えなければ二度のフォワードパスが許される。

#### （参考）バックワード・パス
アメリカンフットボールで「パス」と言えば通常前方へのパスであるフォワード・パスを意味するが、後方へボールを投げて味方に渡す行為も認められている。このプレーに特に言及する場合はバックワード・パスまたは略してバック・パスと呼ばれる。
バックワード・パスは通常ランプレーの一部とされるがフォワード・パスとの比較のためここで言及する。
バックワード・パスはフォワード・パスとはルールが全く異なる。主なルールを箇条書きにすると以下の通り。
- バックワード・パスを実施する回数と地点には全く制限が無い。
- リターン中（フリーキック、パント、ターンオーバーのすべてのリターン中）にフォワード・パスを出すことは許されないがバックワード・パスは認められており、実施する回数や地点にも制限が無い。
- 無資格レシーバーが捕球することは認められていない。これはフォワード・パスと共通である。
- バックワード・パスの失敗はファンブルとして扱われる。したがってバックワード・パスを味方が誰も確保できず地面に落ちて転がった場合はフリーボールとなりプレーは続行、これを守備側の選手が確保できればファンブル・リカバーで攻守交替となる。

ただし、バックワード・パスを積極的に利用することはほとんど無い。理由はボールをいかに前進させるかが重要な意味を持つアメリカンフットボールにおいて自らボールを後退させるバックワード・パスはそれ自体がデメリットであり、見た目の似ているラグビーとは違いタックルを受けて倒されてもボールを確保したままであれば審判がプレーを止めてくれて（ダウンが残っていればではあるが）次のプレーを確実に攻撃側のボールで始められるので、バックワード・パスをしてまでもタックルをかわすメリットも無いからである。
したがって、ランプレーを企図したクォーターバックが少し離れた位置にいるランニングバックにボールを渡したり、守備側の混乱を狙って突然ボール・キャリアを変更するトリックプレーに使われたりなど使用する場面は限定的で、フォワード・パスとは異なりあまり目立たないプレーである。
また、ルール上はフォワード・パスかバックワード・パスかの2つに分類されるが、テレビ中継の実況などではゴールラインとほぼ平行な軌道を通るパスを「真横へのパス」という意味でラテラル・パスと称することがある。完全にゴールラインと平行であればルール上バックワード・パスになるが、少しでも敵陣のゴールラインに近づく方向に向かっていればフォワード・パスになる。

#### キックプレー（スクリメージキック）
スクリメージ・ダウンでは、キックすることもできる。

フリーキックに対し、パントとフィールドゴールを総称してスクリメージキックと呼ぶ（各項参照）。

#### パント
パントとは、ボールを持った選手がボールを落とし、地面につく前に蹴るキックである。

スクリメージ・ダウンでパントを行うと、攻撃権を失う代わりに、大きくボールを前進させることができる。

4thダウンになって、シリーズの更新やフィールドゴールのプレーを行うにも距離が遠い場合は、相手の攻撃をできるだけ不利な位置（自陣エンドゾーンから離れたところ）から開始させるため、パントを選択することが多い。
パントを行う場合、攻撃側（キッキング・チーム、またはパント・カバー・チーム）、守備側（レシービング・チーム、パント・リターン・チーム）ともにスペシャルチームと呼ばれるパント専用のユニットがフィールドに出る。

パントを行う攻撃側は、スクリメージライン後方約15ヤードの地点にパントを行うパンターと呼ばれる選手が立ち、その数ヤード前にパンターを守るための選手1〜3名が配置されるほかは全員がスクリメージライン上に1列にセットする。スナップを行うのは通常のセンターではなく、ロングスナッパーと呼ばれる専門の選手である。

一方、守備側もパントに備えた陣形を敷き、パントされたボールを捕球するパント・リターナーを後方に配置する。
パントのダウンは、ロングスナッパーがパンターに対しボールをスナップして開始される。パンターはボールを受け取ると軽く助走しながら前方に向かってパントする。パンター以外の選手はパンターを守るため相手選手の侵入をブロックし、パントの後はリターナーのタックルに向かう（NFLではエンドの2名を除いてはボールが蹴られるまでスクリメージラインを超えることはできない）。

守備側の選手は、スナップと同時にパンターに突進してプレッシャーをかける。一方で、パントを装った奇襲攻撃（フェイク・パント）の可能性もあることに注意する。リターナーはボールを捕球した後はボールを持って前進（リターン）することができ、リターン終了地点でファーストダウンを獲得する。リターンの結果、相手側のエンドゾーンに達すればタッチダウンとなる（パントリターン・タッチダウン）。また、リターンせずにフェアキャッチを選択することもできる。
パントされたボールに守備側が誰も触れなかった場合は、ボールが止まった地点、またはアウト・オブ・バウンズの地点でレシービング・チームが攻撃権を獲得する。

パントされたボールにキッキング・チームが触れた場合は、ボールが止まった地点か、触れた地点を比較して自陣寄りの地点でレシービング・チームが攻撃権を獲得する。

ボールがエンドゾーンに入った場合はタッチバックとよび、レシービング・チームが20ヤード地点で攻撃権を獲得する。
パンターは単に遠くへ飛ばすだけでなく、高く蹴って滞空時間（ハングタイム）を伸ばすことで味方選手がリターナーに近づく時間を稼ぐ必要がある。また、パントされたボールがエンドゾーンに入った場合はタッチバックとなるため、状況によっては蹴る距離を調節する技術も求められる。
パントの平均距離は約40ヤード (≒36.58m)であることから、NFLスカウティングコンバインでは走力を評価する項目として40ヤード走がある。

#### プレーの終了
ここまでの内容と一部重複するが、プレーの終了（ボールデッド）となる場合を以下に示す。
- 得点が成立したとき。
- ボールを持った選手が倒れたとき。

厳密には、足 (foot; 足首より先) および手 (hand; 手首より先)以外が地面に触れたとき。フィールドゴールのホールダーには適用されない。相撲と異なり足の甲や手が地面に触れても倒れたとはみなされない。
なおNFLルールでは、相手チームの選手の接触により倒れた場合（ダウン・バイ・コンタクト）のみボールデッドとして扱い、ボールを持った選手が自ら転倒したような場合は、相手チームの選手と接触せずに再び起き上がれば、プレーは続行する。
- ボールを持った選手が他の選手に取り囲まれて密集状態となり、それ以上前進できないと審判が判断したとき。
- ボールを持った選手またはボールがサイドラインの外に出たとき（アウト・オブ・バウンズ）。
- 前方へのパスが失敗したとき。
- ボールが誰にも確保されず、静止したとき

#### 攻守交替
ここまでの内容と一部重複するが、以下に攻守交替となるケースをまとめて示す。
- シリーズ更新に失敗したとき。具体的には、4thダウンが終了し10ヤード前進が達成できなかった。
- 守備側が攻撃権を獲得したとき。

シリーズ中にファンブル・リカバーやインターセプトが発生し、守備側がボールを確保してプレーが終了した場合。
- フィールドゴールを失敗したとき。
- パントを行い、レシーブ・チームがボールを確保してプレーが終了したとき。

なお、タッチダウン後のポイントアフタータッチダウンのプレーが終了したとき、またはフィールドゴールにより得点したときは、次のプレーは得点したチームのフリーキックとなるため、事実上、攻守交替となる。

### 得点の方法

#### タッチダウン

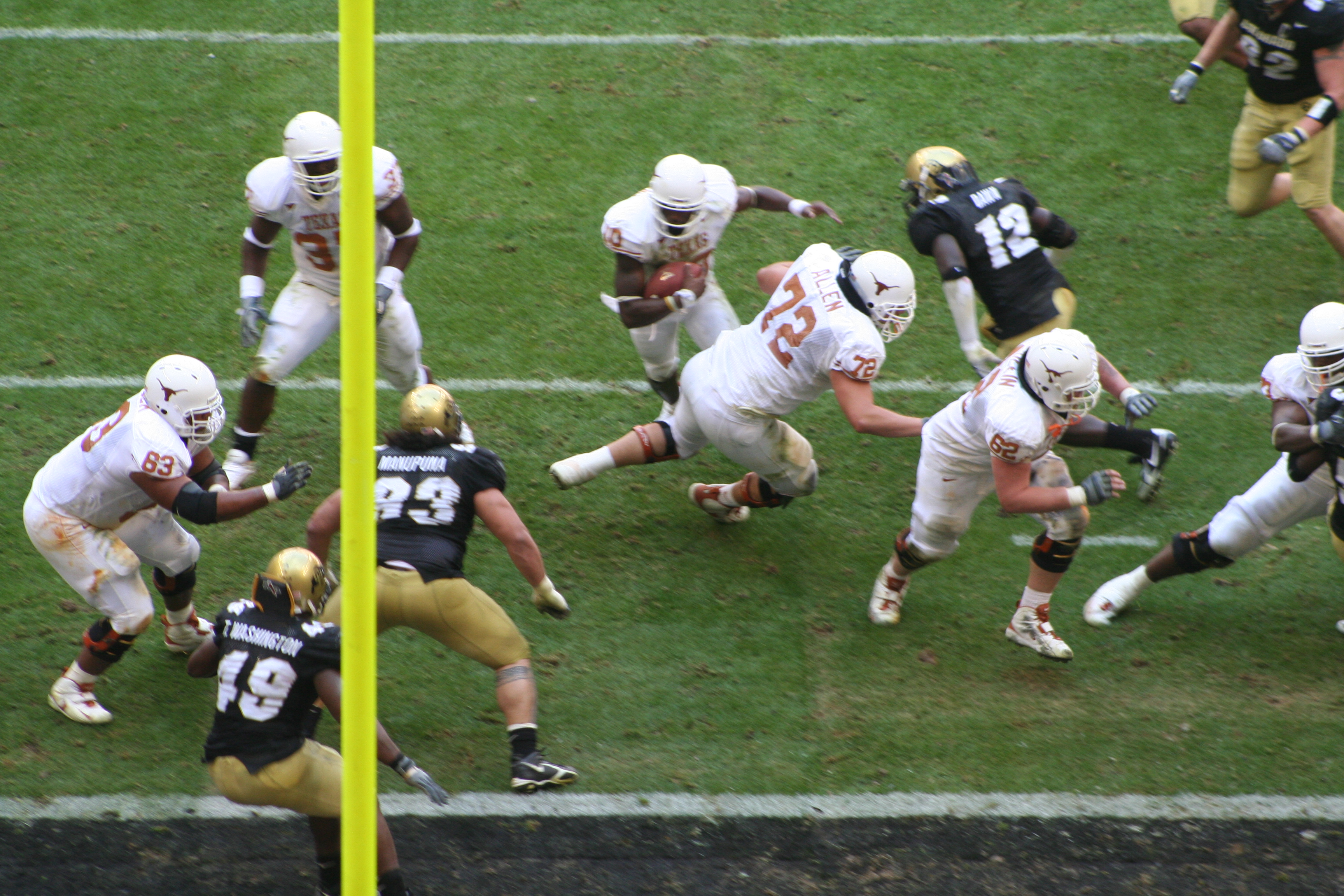
エンドゾーンへ突進するランニングバック

得点は6点。ランナーがボールを持って敵陣エンドゾーンに入る、または、敵陣エンドゾーン内で味方からのパスを捕球する。とにかく敵陣エンドゾーンまでボールを運べば成立する。
さらに、トライの権利が与えられる。
ラグビーと異なり、ボールを接地させる必要はない。ルール上、ゴールラインそのもの及びその上空はエンドゾーンであり、プレイ中に、選手に確保されているボールがエンドゾーンに一瞬でも接触すればタッチダウンが認められることになる。そのため、選手の体のほとんどはエンドゾーンの外にあるが、ボールを持った手だけがエンドゾーンに入ってタッチダウンというシーンも見受けられる。

#### トライ

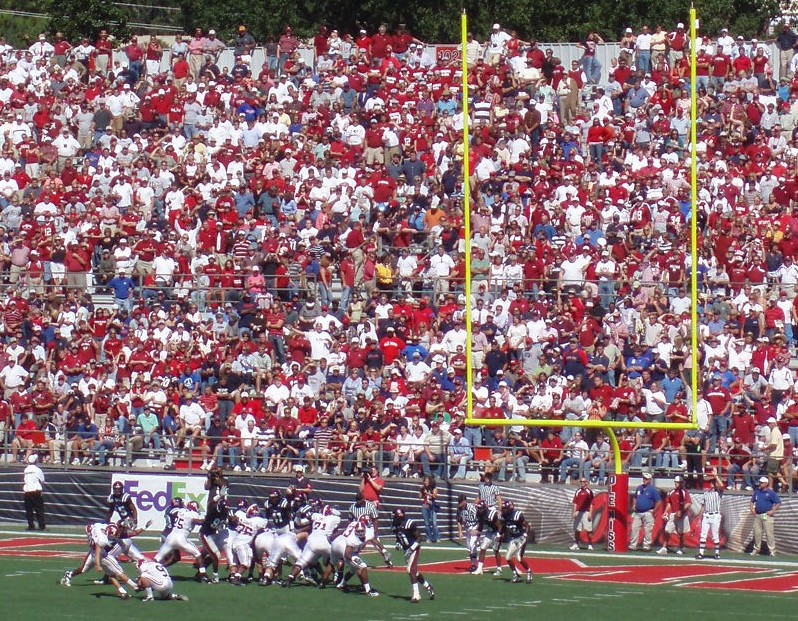
ポイント・アフター・タッチダウンの様子。

タッチダウン後、敵陣ゴール前3ヤード（NFLでは2ヤード、キックで得点を狙う場合は15ヤード）の地点から、1回のみの攻撃権が与えられる。ポイント・アフター・タッチダウン、トライ・フォー・ポイントまたはエクストラ・ポイントとも呼ばれることもある。ポイント・アフター・タッチダウンを略して、PAT と表記されることも多い。（ルール上の用語は トライ）
フィールドゴールおよびセイフティは1点、タッチダウン（ツーポイント・コンバージョン）なら2点が与えられる。
一般に、ツーポイント・コンバージョンに比べ、キックの方が成功の確率が高いため、通常はキックによる1点を狙うことが多い。得点差、残り時間、トライ中のペナルティ、ヘッドコーチの方針など、様々な条件下では2点が狙われる。
なお、トライ中のターンオーバーにより、守備側がリターンして攻撃側のエンドゾーンに到達すると、守備側に2点が与えられる。
UFLでは、キックに代えてタッチダウンを狙う3つの選択肢が与えられる。守備側がターンオーバーして攻撃側のエンドゾーンに到達した場合は攻撃側の選択肢と同じ得点が与えられる。
- 2ヤードからの攻撃が成功すれば1点
- 5ヤードからは2点
- 10ヤードからは3点

#### フィールドゴール

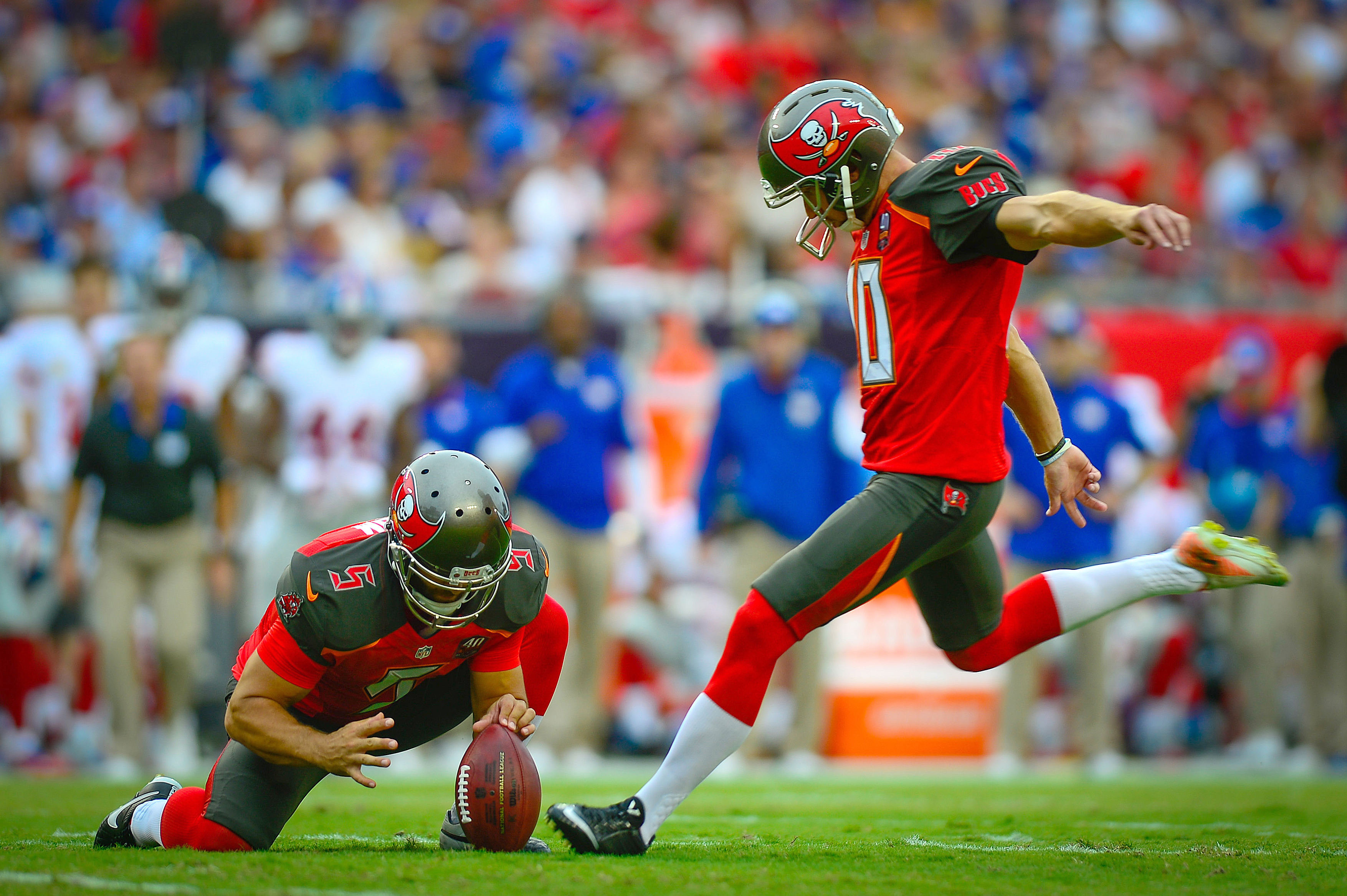
フィールドゴールで、ホルダーがボールを地面に置いている様子。

得点は3点。スナップされたボールを地面、あるいは、キッキングティーに置いてキック（プレースキック）し、敵陣のゴールポストの間、かつクロスバーの上方に通す。また、滅多に行われないが、スナップされたボールを地面に弾ませた後に蹴ってポストを通す（ドロップゴール）ことでも得点が認められる（地面に接触させずに蹴るのはパントであり、これによってポストを通しても得点は無効）。
フィールドゴールを狙うプレーにおいては、スクリメージライン上にロングスナッパーと呼ばれる選手、後方約7ヤードにホルダーと呼ばれる選手、さらに後方にキッカーと呼ばれる選手がセットする。その他の攻撃選手は、ロングスナッパーを挟んでスクリメージライン上に一列にセットする。
ロングスナッパーがホルダーに対しボールをスナップすることによりプレーが開始される。ホルダーは受け取ったボールを素早く、蹴りやすいように地面に立てる。スナップと同時に助走を始めたキッカーがタイミングよくこのボールを蹴る。残りの選手はスクリメージライン付近でブロックを行い、ホルダーやキッカーを保護するとともに、キックまでの時間稼ぎを行う。相手チームの選手はキッカーに対しプレッシャーをかけると同時に、蹴られたボールに直接触れることでフィールドゴールを失敗させること（フィールドゴール・ブロック）を狙う。
フィールドゴールに失敗し、そのままボールがデッドになったときは、ゴールラインから20ヤード以上の地点からスナップした(NFLでは蹴った)場合はその地点から、20ヤード未満の場合は20ヤードラインから相手側の攻撃となる。エンドライン手前で捕球できればリターンすることも可能である。
フィールドゴールのNFL最長距離記録は、2021年9月26日にボルチモア・レイブンズのジャスティン・タッカーが記録した66ヤードである。
NCAAでは、ラッセル・アークスレーベン(テキサス大学、1977年10月1日)、スティーブ・リトル(アーカンソー大学、1977年10月15日)、ジョー・ウィリアムス(ウィチタ州立大学、1978年10月21日) が 67 ヤードを、マーティン・グラマティカ(カンザス州立大学、1998年9月12日) がキッキングティーを使わずに 65 ヤードを成功させている。
なお、記録上のフィールドゴールの距離は、蹴った地点からゴールポストまでの距離で表される。すなわち、ゴールラインからスクリメージラインまでの距離に、スクリメージラインからキック地点までの7ヤードおよびゴールラインからゴールポストまでの10ヤード、合計17ヤードを加算したものとなる。
トリックプレーの一つとして、フィールドゴールを蹴ると見せかけてランやパスプレーに転換する戦術もある（フェイク・フィールドゴール）。この場合、ロングスナッパーからのボールを受け取ったホルダーが、キッカーや別の選手にボールを渡して攻撃権の更新やタッチダウンを狙うことになる。

#### セイフティ
2点が与えられる。守備側に得点が入る特殊な得点。

またセイフティ後は、得点を与えた側による自陣20ヤードからのフリーキックで試合再開となる。つまり攻撃側は、相手に得点を与えてしまう上に攻撃権を失う。
セイフティとなる要件は以下の通りである。
1. ボールが攻撃側の自陣ゴールラインの後方でデッドとなり
2. 攻撃側がボールを保持しているか、ルースボールの状態であり、
3. ボールがゴールライン後方に移動した原動力が攻撃側にある。

上記の1から3の要件について具体的な事例は、以下の場合である。
- ボール・キャリアが自ら下がって、エンドゾーンの側方、後方へアウト・オブ・バウンズに出る。
- スナップしたボールが、キャッチされず、ゴールライン後方からアウト・オブ・バウンズに出る。
- ファンブルしたボールが、誰に押さえられることもなく、ゴールライン後方からアウト・オブ・バウンズに出る。

「原動力」は分かりづらいが、以下の場合、自チーム(攻撃側)の原動力となってゴールライン後方に移動したと判断される。
- ボールを持った選手（ボール・キャリア）が自らの意志でエンドゾーンに入った場合
- スナップやバックワードパスを受けた選手がゴールラインを超える(インフィールドに入る)ことなくボールデッドになった場合。
- 自チーム(攻撃側)の選手がファンブルして、誰にも確保されないまま、エンドゾーンに入った場合。
- パントやフィールドゴールをブロックされて、跳ね返った勢いでエンドゾーンに入った場合。

以下の場合、「原動力」は相手チームと見なされ、プレー結果は異なる判断がされる。
- インバウンズにいるボール・キャリアが相手選手に押し返されて、エンドゾーンに入ってデッド

→もっとも前進した位置でデッド。
- 守備側がインターセプトを狙って、または相手がファンブルしたボールを追いかけて自陣ゴールライン方向へ走り、ゴールライン前方で守備側がボールを確保したが、その後走ってきた勢いやボールに飛びついた勢いで自陣エンドゾーン内に飛び込んでしまいそのままデッド

→確保した位置でデッド。
- 守備側が相手のパスを自陣のエンドゾーンでインターセプトして、膝をついた。

→タッチバック。
- 相手がファンブルしたボールが誰にも確保されないまま、自チームのエンドゾーンまで転がり、自チームの選手がエンドゾーンで押さえた。

→タッチバック。
- キッキングチームのキックオフやパントをリターンチームの選手がタッチしたが、取り損なって（確保していないのでファンブルではない）そこからさらにリターンチームのエンドゾーンまで転がり、
  - キックしたチームが確保して、デッド。

→タッチダウン。リターンチームの選手が触れた時点でフリーボールとなるため。
  - 誰も確保できないままエンドゾーンの外へ出るか、リターンチームが確保して、デッド。

→タッチバック。選手が触れているが、エンドゾーンに入った原動力はキックである。

また、攻撃側の反則によるセイフティの具体例は次の場合がある。
- 攻撃側が、エンドゾーン内で、ホールディングなど「反則地点が施行起点になる」反則を犯す。
- パッサーがエンドゾーンにいて、インテンショナル・グラウンディングの反則を犯す。

これだけをみるとセイフティは、発生したくないところだが、故意に行う「インテンショナル・セイフティ」という戦術もある。
2点を相手チームに献上するが、以下のメリットもあり、天秤にはかって問題なければ「インテンショナル・セイフティ」を選択する。
- 変に（無理に）プレーしていれば、インターセプトやファンブルをリターンされてTDで7点前後を与えていた可能性があるところ、2点で済む。
- パントなどをすれば相手にブロックされる危険はあったが、セイフティの次はフリーキックであり、ブロックされずに安全にキックできる。
- プレーすることで数秒でも時間を費やせる。ボールキャリアーが相手選手が近づくまでインバウンズでうろうろすることがある。
- エンドゾーンやその手前で蹴っていたところを、自陣20ヤードでフリーキックできる。
- 試合終了間際に十分な点差で勝ち越しているチームが2点を与えても、ゲームの状況に影響がないとき。
- 試合終了間際に「負け越しているものの、2点を与えても8点以内の1ポゼッション差でとどまる」チームが、次の相手攻撃を止めてターンオーバーし、逆転する戦術を決断したとき。

### タッチバック
タッチバックとは、ボールが相手チームが原因で自チームのゴールラインを超えて、相手チームがボールを確保していない状況でエンドゾーンまたはエンドライン後方でボールデッドとなることである。
タッチバックが成立すると、次のプレーはゴールラインを守備している側のチームに、自陣20ヤードからのファーストダウンが与えられる。
ただし、NFLのキックオフでタッチバックとなった場合は、以下のように様々な地点からのファーストダウンとなる。
タッチバックが成立するケースは、以下のとおり。
- パントまたはセイフティ・キックのボールが、レシーブ側のゴールラインを超えてボールデッドとなる。具体的には、捕球した選手がエンドゾーンでタックルを受ける、ニーダウンをする、ゴールライン後方でアウト・オブ・バウンズとなる。パントに限っては、レシーブ側の選手が触れないままエンドゾーン内でボールが静止したり、キック側の選手が触れた場合。
- 攻撃側がファンブルしたボールが、守備側が触れることなく、守備側のゴールラインを超えて、守備側の選手がリカバーしてボールデッドとなる、またはアウト・オブ・バウンズとなる。
- エンドゾーン内でインターセプトしたプレーヤーが、守備側のゴールライン手前でボールデッドとなる。
- 2024年シーズン以降のNFLのキックオフでは、ゴールラインと20ヤードラインの間に落下したボールをエンドゾーン内でダウンした場合は20ヤードラインからのタッチバックとなり、エンドゾーン内に落下したボールをエンドゾーン内でダウンした場合およびボールがエンドラインを超えた場合は30ヤードラインからのタッチバックとなり、ボールがサイドラインを割った場合及び20ヤードラインに届かない場合は40ヤードラインからのタッチバックとなる。

### 計時
アメリカンフットボールの計時は、プレーの開始時に始まる。原則として、プレー開始後は、下記に示す場合を除き、計時は止まらない（ランニングタイム）。残り時間が無くなった時点でクォーターは終了するが、プレーが開始しているときは、そのプレーは有効となる。また、ロスタイムの概念はないが、第2または第4クォーター終了時のプレーで、守備側に反則があった場合は、攻撃側はもう1プレーを行う権利がある。

#### 計時の開始、停止と再開
前後半・延長戦の開始時は、キックオフのボールを受けたリターナーが走り始めた時から計時が開始される。
下記の場合、計時を停止し、規定のタイミングで計時が再開される。
直後のフリーキックで、リターンを開始した時点で計時を再開するもの。
- 得点が成立したとき。なお、ポイントアフタータッチダウンのプレー中は、計時は停止したままである。

次のプレーのスナップと同時に計時を再開するもの。
- 反則が起きたとき。
- クォーターが終了したとき。
- チーム・タイムアウトを取得したとき。
- 攻守交替のとき。
- ボールを持った選手がサイドラインの外（アウト・オブ・バウンズ）に出たとき。ファンブルしたボールがサイドラインの外に出た場合も同様。
- パス不成功のとき。
- フリーキックのプレーが終了したとき。

上記の計時の停止条件に該当しない限り、レディー・フォー・プレーと同時に計時を再開するもの。
- レフリー・タイムアウトを取得したとき。

なお、キックオフ、フリーキックで、フェアキャッチやタッチバックが成立した際は、時計は動かない。

#### チーム・タイムアウト
チーム・タイムアウト（タイムアウト）とは、いずれかのチームにより申告される計時の停止である。両チームは前後半それぞれ3回ずつのタイムアウトの権利を有している。これらのタイムアウトは選手またはコーチが審判に申告し、申告が認められた時点で計時が止まる。タイムアウトの時間は90秒である。
タイムアウトの時間中、選手は水分補給や、コーチと戦術の確認を行うことが出来る。

#### レフリー・タイムアウト
レフリー・タイムアウトとは、審判が試合の続行に支障があると判断した場合に、審判の権限で計時を停止することである。審判は試合の再開が可能と判断するまで、任意の時間、計時を停止することが出来る。
レフリー・タイムアウトが取得される主な場合を、以下に示す。
- 攻撃側が連続してファーストダウンを獲得したとき（NCAAルールのみ）。チェーンを設置し直す必要があることから。
- 反則が発生したとき。反則の結果、次のプレーの地点が確定するまで、計時を停止する。
- インバウンズにおいて負傷者が発生したとき。負傷者がアウト・オブ・バウンズの安全な位置まで移動するまで、計時を停止する。
- メジャーメントを行う必要があると判断したとき。メジャーメントの結果が確定するまで、計時を停止する。
- NFLには、テレビ広告が終了するまで計時を停止する CM タイムアウト、ディレクター・タイムアウトがある。ツーミニッツウォーニングもその一つ。

### タイムマネジメント
タイムマネジメントとは、時間を消費し、あるいは停止することにより、自チームに有利となるように試合の残り時間をコントロールすることである。アメリカンフットボールでは、得点差と残り時間の兼ね合いを常に意識しながら、タイムマネジメントを行う。
一般的に、リードしているチームが攻撃権を有している場合には、相手の攻撃時間を極力減らすために、計時が止まらないプレーを主に選択する。具体的には、インバウンズでプレーが終了するよう、確実なランプレーや成功率の高いパスを中心に選択する。サイドライン際ではアウト・オブ・バウンズに出ないよう、わざとボールデッドにすることもある。さらに、終了間際、攻撃側がリードしている場合などは、スナップを受けたクォーターバックがその場に膝をついて（ニーダウン）プレーを終了させる場面（イート・ザ・ボール）がある。前進しなくても、ファンブルなどの危険を冒さずに時計を進めるためのプレーである。場合によってはディレイ・オブ・ザ・ゲームの反則を行ない、罰退を受けてでも時計を回すことも行われる。
逆に、攻撃側がリードを許している場合には、攻撃の時間を確保するために、タイムアウトも消費しながら、計時を有効に止めるプレーを選択する。具体的には、サイドライン際へのランプレーやパスプレーで、成功後すぐにアウト・オブ・バウンズに出るなどである。タイムアウトを使い切っており、なおかつ計時を止めたい場合には、スナップを受けたクォーターバックが、すぐにボールを地面にたたきつける（スパイク）ことがある。スパイクした場合はパス不成功として扱われプレー終了となり、計時は止まる。もちろん1回のダウンは消費するが、ハドルや選手交代の時間を確保するために行われる。
特に、逆転可能の差でリードを許すチームが後半の終了間際に逆転を行うためにはタイムマネジメントが不可欠であり、このパターンが試合終了まで最も緊張感のあるゲーム展開が楽しめるものであり、これがアメリカンフットボールの醍醐味の一つにもなっている。

#### ツー・ミニッツ・ウォーニング
第2及び第4クォーターの残り時間が2分になると、自動的に（プレー中の場合はプレー終了と同時に）試合時間が止められ中断させられる。これがツー・ミニッツ・ウォーニングであり、NFLにおける特徴的なシステムの一つである。
このルールは、クライマックスの直前に広告を入れたいがために、テレビメディアの要請により採用されたものの、試合の最終局面においてタイムアウトを消費せずに作戦を立てることができるため大変重宝されている。なお、ツー・ミニッツ・ウォーニング後、クォーターが終了するまでは、チャレンジはできない。
カレッジフットボールでも、各チームは終盤に逆転を目指すための戦術を用意している。ツー・ミニッツ・オフェンス、ツー・ミニッツ・ドリルと呼ばれ、同様に「残り2分」が重要視されている。

### インスタント・リプレイ

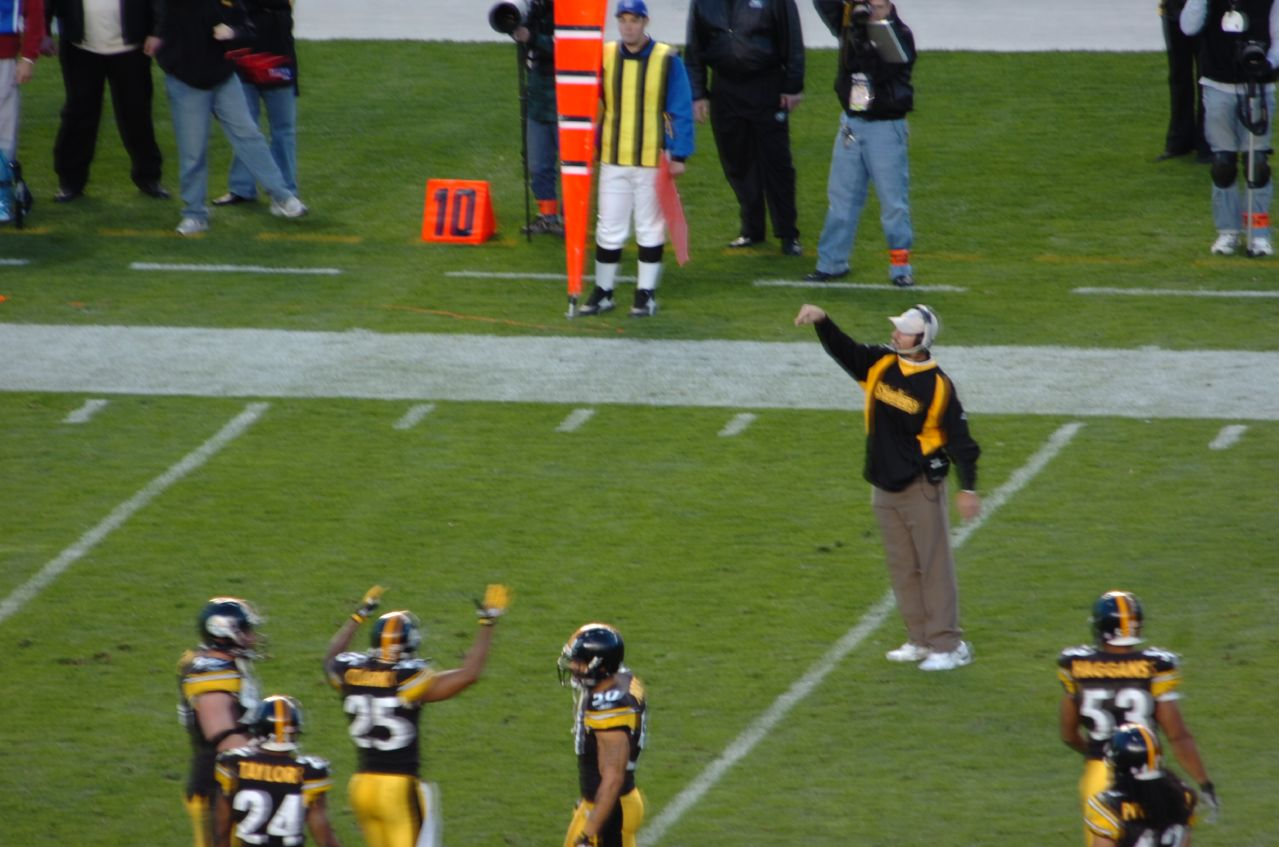
赤いフラッグ（左上）を投げるピッツバーグ・スティーラーズのビル・カウアーヘッドコーチ（2006年）

インスタント・リプレイとは、直前のプレーの結果について、審判が下した判定をビデオ判定によって再考するシステムのことである。インスタント・リプレイは、NFLで1999年に導入された。また、日本でも2017年の第31回ジャパンXボウルから、一部の試合で導入されている。なお、1980年代後半から1990年初頭にもNFLにはビデオ判定制度は存在していた。だが、その頃は回数や判定対象の制限が緩く、ビデオの解像度も悪く、試合時間が延びる問題が顕著となり、一時的に中止された。
インスタント・リプレイは、レフリーがフィールド脇に設置されたリプレイ・モニターの映像を見ることによってなされ、特設室のリプレイ・アシスタントと無線で交信しながら慎重に検討される。最終的な判定はフィールドにいるレフリーが下す。判定を覆すに足る明確な証拠があると認められれば判定が覆るが、明確な証拠がない限りは当初の判定が優先される。
インスタント・リプレイが試合の遅延となることを防ぐため、NFLでは、2007年シーズンからは、判定にかける時間が90秒から60秒に短縮された。また、リプレイの確認にハイビジョン映像が導入され、より鮮明に証拠の有無を確認できるようにしている。

#### チャレンジ
NFL、UFL、およびアメリカの大学リーグ特有のルール。日本では2017年の第31回ジャパンXボウルから一部試合で導入。
審判のジャッジに不服がある場合、ヘッドコーチが次のプレーが始まるまでに、赤いフラッグをフィールドに投げ入れて“異議”をアピールし、インスタント・リプレイを要求することができる。これをチャレンジあるいはコーチ・チャレンジとも言う。チャレンジは、得点やターンオーバーなど、試合を決定付ける重要な場面で行われることが多い。日本ではタイムアウトをコールしたあとにチャレンジを申請する。
チャレンジの対象は、プレーの成否に関わるいくつかの事項（得点、ターンオーバー、パスの成功・不成功など）についてのみ認められており、反則の有無そのものについてチャレンジを行うことはできない。
NFLではチャレンジは1試合につき3回（大学の場合は2回、UFLの場合は1回）まで行うことができる。ただし、3回目の権利はそれ以前に1度でもチャレンジに成功しないと与えられない。判定が覆らなかった場合はチャレンジ失敗となり、タイムアウトの権利を1回分失う。つまり、チャレンジはタイムアウトの権利を賭けて行うものなので、タイムアウトを使い切った状態では行うことはできない。
なお、チャレンジはツー・ミニッツ・ウォーニング以降、およびオーバータイム中には行うことができない。ただし、このような時期に疑義のあるプレーが発生した場合、特設室にいるリプレイ・アシスタントと呼ばれる専門の審判がビデオ映像を検証し、インスタント・リプレイが必要かどうかレフリーに指示することがある。これをオフィシャル・レビューという。この場合でも、最終判断は、レフリーが行う。
NFLではタッチダウン等の得点プレーについては試合の時間帯を問わず必ずオフィシャル・レビューの対象となる。このため、得点プレーについてのチャレンジは行えない。
2012年より、スタジアムの観客にも審判団と同じリプレイ映像が提供されることとなった。

## 安全に対する配慮

### コンタクト（タックルとブロック）
アメリカンフットボールにおけるコンタクトとは、身体の接触を行うことである。アメリカンフットボールのコンタクトは非常に激しく、直ちに負傷につながるおそれがある。このため、安全確保を目的として、コンタクトには厳しい規制がある。
コンタクトはタックルとブロックに大別される。しばしば混同されるが、アメリカンフットボールにおけるタックルとは、ボールを保持する選手（ボール・キャリア）の前進を止めるために体やジャージをつかむことであり、ブロックとは、相手選手の体やジャージをつかむことなく、自らの体を使って相手の進路を妨害する（前に立ち塞がる）ことである。状況により、手を開いて相手を押すことはブロックとして認められる。
原則として、ボールを持っていない選手に対するタックルは認められない。ボールを持っていない選手の体やジャージをつかむと反則（ホールディング）となる（例外的に、守備の選手が、タックルのために他の選手を払いのける目的でつかむことは許されている）。
NFLでは2024年シーズンよりヒップドロップタックルが禁止されている。これは両手でランナーを挟み込んだうえで自分からグラウンドに倒れ込み、相手の膝より下の上に乗りかかるタックルを指す。
なお、蹴る・殴るなどのラフプレイ、暴力行為は当然禁止されている。

### 装具

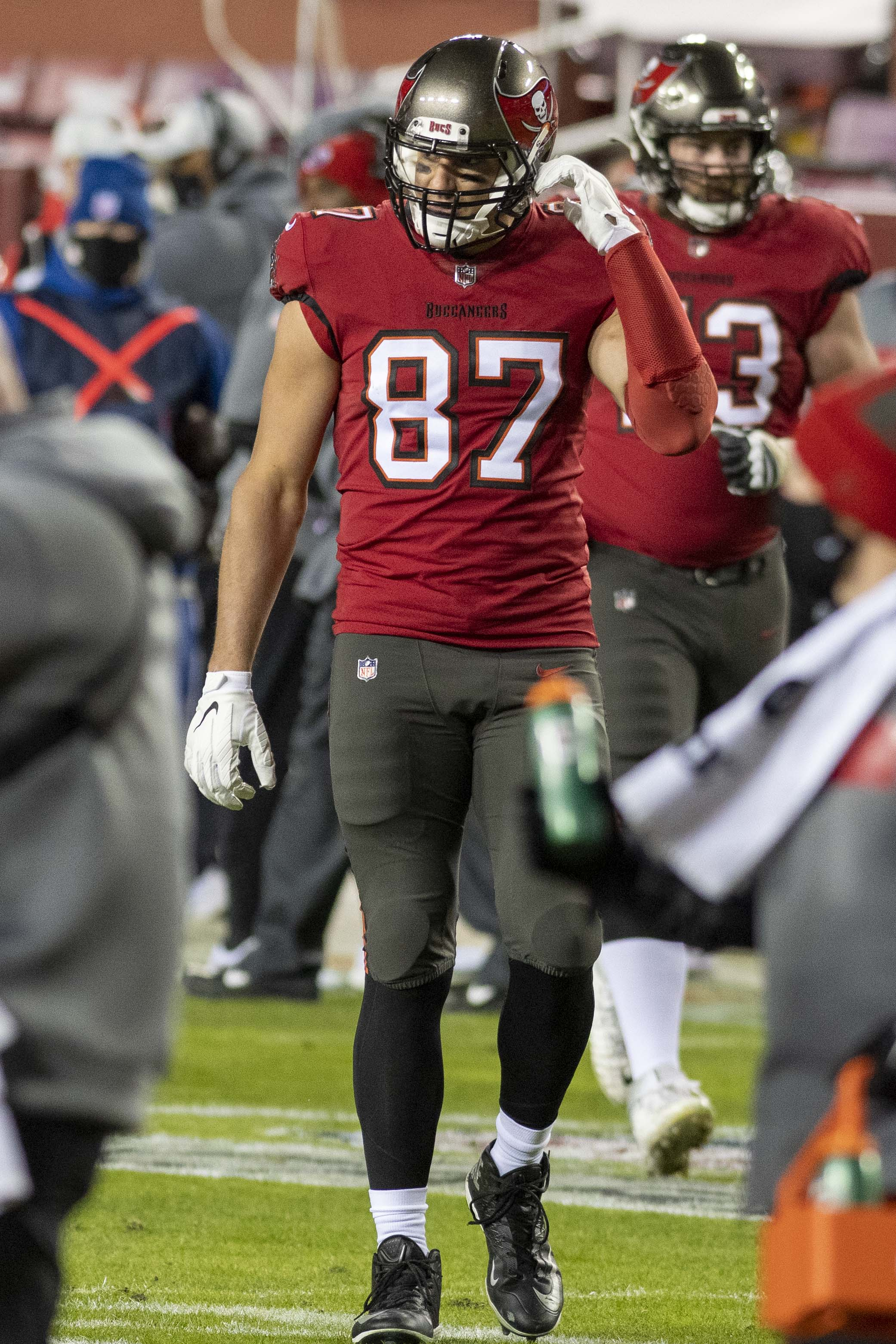
装具とユニフォームを着用するロブ・グロンコウスキー

アメリカンフットボールの装具とは、防具とユニフォームに大別される。このうち防具は、選手の負傷軽減を目的として装着するものであり、様々な改良を積み重ねながら現在に至っている。「間違いやすいジャッジがひと目でわかる!アメリカンフットボールのルールとスコアのつけ方」（笹田英次 監修）によれば、全ての防具の重さを合計すると、スパイクを含んで5kgほどにもなる。
装着が義務付けられた装具に不備があると反則となるので、全ての選手は正しく装具を装着しなければならない。装着が義務付けられた装具は以下のとおりである。
ヘルメット
頭部を保護する。表面はプラスチックで、中にウレタン製のパッドと、ゴムチューブが内蔵されており、ゴムチューブ内の空気圧の調整により、フィット感を向上させる。また、顔面を保護するフェイスマスク（またはフェイスガード。格子の形はポジションにより数種類ある。上部の蝶番と両サイドのスナップ付ストラップで止められており、開閉出来る）と、顎に当ててヘルメットを固定するチンストラップ（頚部へのベルトではなく顎そのもので固定する「チンカップ」がある）が必須である。ヘルメットは1平方cm当たり1トンもの衝撃に耐えるとされている。
ショルダーパッド（プロテクター）
胸、背中および肩を保護する。各部位を保護するパッドを、プラスチックのカバーで覆ってつなぎ合せたもので、ポジションごとに形状が異なる（例えばクォーターバックやワイドレシーバーなど、パスに関与するポジションでは、肩の稼動域が広く、軽くて薄いが、ラインポジションではその逆など）。
ニーパッド・サイパッド・ヒップパッド
それぞれ、膝、太腿前面、尻を保護するパッド。ユニフォームのパンツの下に装着。
マウスピース
頭部への衝撃を緩和するために装着。スナップする直前に口に入れて噛み締める。プレーしていない時は会話に差し障りがあるのでフェイスマスクにストラップで吊ってある。過去、マウスピースを使用せずに頭部でコンタクトを行った結果、頸椎損傷などの重大事故が発生し、死亡したケースもあるため、着用を義務付ける規定が年々厳しくなっている。
ユニフォーム
上半身を覆うジャージと、下半身を覆うパンツに分かれる。ジャージは、各チームとも、チームカラーを基調とするカラージャージと、白を基調とするホワイトジャージの2種類用意し、ホームチームがカラージャージ、ビジターチームがホワイトジャージの着用を原則とする。両チーム、審判の事前の了解があれば、カラー/ホワイトを入れ替えて着用することもある。また、対照的な色であれば、カラージャージ同士の着用もありうる。ジャージもパンツも、防具の上から着込み、体にぴったりとフィットするよう、現在では非常に伸縮性に富んだ素材を使用する。
主にクォーターバックなどはこの他に、フォーメーションを一覧にした図を腕にリストバンドで着けることがある。

## 反則

### 反則の概要
アメリカンフットボールは、激しいコンタクトの伴うスポーツであるが、相手を怪我させてしまうような行為は、反則として扱われる。

また、片方に極端に有利になるような行為についても、反則として扱われる。

反則を犯した場合、反則の内容ごとに決まった距離（5ヤード、10ヤード、15ヤードの3種類）だけ、犯したチーム側にボールの位置をずらす罰則（ペナルティー）を施行して、次のプレーを開始する。ボールの位置が自チームにとって不利な方にずれるため、罰退（ばったい）と呼ばれる。アメリカンフットボールがプレーを1つ1つ区切り、次のプレーを開始する位置を決めていく特性に合わせた罰則であり、他のスポーツではあまり見かけないルールである。

距離による罰則とは別に、あまりにひどい反則を犯した場合、反則した選手が退場（ルールの用語上、資格没収）となることもある。

### イエローフラッグ
審判が反則と疑われる行為を見つけた場合、おもり付きの黄色い布（イエローフラッグ）を、上空に向かって投げる。反則が発生したと判断された事を明確に示すため、最初にフラッグを投げた審判以外の審判も追随してフラッグを投げる事がある。

プレー開始前、プレー終了後、プレーとプレーの間、すなわちデッドボール中に反則（デッドボール・ファウル）が発生したと判断したときは、フラッグを投下後、笛を吹き、可能であればボールを抑えて、選手にプレーをさせないようにする。

気づかずにプレーを開始した場合は、笛を吹き続け、ボール所有者の近くに寄って強制的に中断させる。

プレー中の反則（ライブボール・ファウル）については、フラッグを投げた後プレーを続行させて、プレーがデッドになるまで待つ。
イエローフラッグを投げたのち（ライブボール・ファウルはプレー終了後）、審判が集まり協議する。どんな反則が発生したと判断したか、その反則が成立する要件を満たしているか、他に反則はないか、反則の罰則はどうなっているかなど、複数の審判の視点から判断する。協議した結果はレフリーを通じて、両チームおよび試合会場に通告される。

協議の結果、反則ではないと結論が出たときは、イエローフラッグを頭上で横に振るジェスチャーをして、その旨を通告する。

反則があったと結論が出たときは、反則の内容を示すジェスチャーをし、反則を犯したチームにどちらのチームに反則があったかを示す。その後、ボールの位置をずらして次のダウンの数やファーストダウンの確認を行う。

### 罰則の施行
反則があったとき、デッドボール・ファウルの場合、罰則を施行する。

ライブボール・ファウルの場合、反則を受けたチームが罰則を施行するか、プレーの結果を活かすか選択できる。他のスポーツにおけるアドバンテージと似たような措置である。
罰則を施行した場合、ボールの位置をずらした後、原則として同じダウンを繰り返す。

ただし、反則によっては、罰則を施行した上でダウンを1つ失わせる場合がある。

また、守備側が反則を犯した場合、守備側にボールをずらしたことによって更新線を越えた場合、攻撃側に新たなファーストダウンを与える。さらに守備の反則は、軽度の反則を除きボールの位置を問わず攻撃側にファーストダウンが与える（オートマティック・ファーストダウン）。
ライブボール・ファウルで罰則を辞退し（ディクライン）、プレーの結果を活かした場合、ダウンは1つ消費される。

罰則を施行するかは、ダウンの消費、プレーの結果（獲得距離や得点）と罰則による獲得距離から自チームにとって有利と思う方を選択し、ヘッドコーチがフィールド上のキャプテンを通じて、審判に伝える。

たとえば、長い距離を獲得するプレー（ロングパスなど）が成功したとき、そのプレーで守備側が反則した場合、罰則で進める距離が短ければ、攻撃側は辞退してプレー結果を活かすことが多い。

プレーの獲得距離がそれほど長くない場合、プレーを選択すればダウンを1つ消費するため、距離が多少短くても罰則を受諾し、ダウン消費を免れる場合もある。

### ハーフディスタンス
反則位置がゴールラインに近く、罰則の距離がゴールラインまでの距離の半分を越えてしまう場合、一部の反則を除いては「ゴールラインまでの距離の半分」で罰退を留める（ハーフディスタンス）。

### 複数の反則が発生した場合
一つのダウン中に複数の反則が発生した場合、デッドボール・ファウルとライブボール・ファウルでは対処が異なる。

#### デッドボール・ファウルで複数の反則
反則が発生した順に、罰則を施行する。ただし、両チームの選手がスポーツマンらしからぬ行為またはパーソナル・ファウルを犯した場合は、相殺される。

片方のチームが15ヤードの罰退となる反則を2つ犯せば、15ヤードの罰退を2回施行し、結果として30ヤードの罰退になる。

両方のチームが反則を犯した場合、発生順序で罰則を施行する。たとえば守備側が5ヤードの反則を犯し、その後、攻撃側が15ヤードの反則を犯した場合、差し引き10ヤードを攻撃側にずらすのではなく、一旦、守備側に5ヤードの罰則を施行した後、攻撃側に15ヤードの罰則を施行する。

この時系列で処理することで、個々の罰則で攻撃側がファーストダウンを獲得したか、ハーフディスタンスを適用すべきか判断する。

#### ライブボール・ファウルで複数の反則
片方のチームだけが複数の反則を犯した場合は、相手チームはどれか1つの罰則を受諾するか、プレーの結果か、いずれかを選択する。

発生したすべての反則の罰則すべてを受諾できない。
両チームが反則を犯した場合は、反則の軽重、回数を問わず、相殺（オフセッティング・ファウル）され、次のプレーは同じダウンを繰り返し、同じ位置からスナップする。

つまり、攻撃側が5ヤードの反則を犯し、守備が15ヤードの反則を犯したとしても相殺される。また、攻撃側の反則が1つで、守備側の反則が2つであっても相殺される。
ただし、ボールの所有権が変わるプレー（ターンオーバーやキック）だった場合、最後にボールを所有したチームが、ボール所有が変わる前に反則を犯していなければ、相殺を辞退し、自身の反則の罰則を認めることで、プレー結果を活かしてボールを確保できる。

#### ライブ中とデッド後での反則
1つのダウンのプレーでライブボール中に反則が発生し、そのデッド後に別の反則が発生した場合、相殺せずに発生した順序で罰則を施行する。

### 資格没収と辞退・相殺
反則を犯し「資格没収」と判断された選手は、相手チームが罰則を辞退しても、また、相殺になっても、当該選手は資格を没収され、退場しなければならない。

## 7人制アメリカンフットボール
2015年、American 7s Footballが創作された。以下の特徴がある。
- 各チーム7人である[37]。
- ヘルメットおよび防具はつけない[38]。
- キックオフ、フィールドゴール、パントは行わない[37]。
- フィールドの幅は37ヤード(34m)に狭められている[38]。

## アメリカンフットボール団体
- 国際アメリカンフットボール連盟（IFAF）
  - IFAFアフリカ
  - IFAFアメリカ
  - IFAFアジア
  - IFAFヨーロッパ
  - IFAFオセアニア

## 主なリーグ

### アメリカ
- ナショナルフットボールリーグ (NFL)
- カレッジフットボール (NCAA)
- USFL (2024年にXFLと統合)
- XFL (2024年にUSFLと統合)
- UFL (2024年にUSFLとXFLが統合して誕生)
- アリーナフットボールリーグ (AFL) 2019年に破産申請
- ナショナルアリーナリーグ（英語版） (NAL)
- レジェンズ・フットボール・リーグ (LFL)
- アライアンス・オブ・アメリカン・フットボール (AAF) 2019年に開始直後終了
- A7FL (7人制フットボール)

### 日本
- Xリーグ
- 関東学生アメリカンフットボール連盟
- 関西学生アメリカンフットボール連盟
- 東海学生アメリカンフットボール連盟
- 九州学生アメリカンフットボール連盟
- プライベートリーグ

### ヨーロッパ
- NFLヨーロッパ (NFL Europa) 2007年に終了
- ジャーマン・フットボール・リーグ - ドイツ (GFL)

## 主な大会

### 国際試合
- 世界選手権
- IVY・サムライボウル
- JAPAN-USAボウル
- ワールドゲームズ

### アメリカ
- スーパーボウル（NFL決勝戦）

以下は主要学生リーグにおけるボウルゲーム
- ローズボウル
- シュガーボウル
- オレンジボウル
- フィエスタボウル
- コットンボウル

### 日本
社会人・大学対抗
- ライスボウル（アメリカンフットボール日本選手権試合）
- えびすボウル（関西学生、Xリーグ西地区選抜チームによる対抗戦）
- ヨコハマボウル（休止）
- 神戸ボウル（社会人・大学単独チームによる交流戦）

社会人対抗
- JAPAN X ボウル（Xリーグ優勝決定戦）
- パールボウル（東日本社会人選手権=春季）
- グリーンボウル（西日本社会人選手権=春季）

大学対抗
全日本大学アメリカンフットボール選手権
- 甲子園ボウル（決勝）
- シトロンボウル（休止）→パインボウル（北海道・東北地区対抗）
- クラッシュボウル→あずまボウル（休止）→東日本地区代表決定戦
- 西日本地区代表決定戦（ウエスタンジャパンボウル）
- ウエスタンボウル（休止）→平和台ボウル（中国・四国・九州地区対抗）

大学交流戦など
- TOKYO BOWL（大学単独チームによる交流戦・普通は関東2位校とウエスタンジャパンボウル敗退校で争われる）
- カレッジボウル（関東1部リーグオールスター対抗戦）
- 四日市ボウル（東海・北陸オールスター対抗戦）
- 西宮ボウル（東西オールスター対抗戦 休止）
- バーシティーボウル（東西下部リーグオールスター対抗戦）
- シャープカップ平成ボウル→NEW ERA BOWL（ニューエラボウル）（関西オールスター対全米体育協会オールスター対抗戦）

高校対抗
- クリスマスボウル（全国高等学校アメリカンフットボール選手権大会決勝戦）

中学世代対抗
- 日本中学生アメリカンフットボール選手権（中学世代日本一決定戦）

## アメリカンフットボールを扱った作品

### 映画
邦画
- エレキの若大将（1965年、東宝） - フットボールの描写は必ずしも正確ではない。
- がんばれ!若大将（1975年、東宝） - 主役である三代目若大将役は草刈正雄。
- マイフェニックス（1989年、東宝） - 日本大学フェニックスをモデルにした日本大学創立100周年記念映画。

洋画
- 栄光のタッチダウン フランク・カヴァーノ物語（1943年）
- ブライアンズ・ソング（1971年）
- ロンゲスト・ヤード（1974年）
- パニック・イン・スタジアム（1976年）
- ジョーイ（1977年）
- ブラック・サンデー（1977年）
- 天国から来たチャンピオン（1978年）
- ノース・ダラス40（1979年）
- 勝利へのタッチダウン（1980年）
- トム・クルーズ/栄光の彼方に（1983年）
- クォーターバック・プリンセス（1983年）
- ワイルドキャッツ（1986年）
- キャント・バイ・ミー・ラブ（1987年）
- ジョニー・ビー・グッド（1988年）
- 熱き瞳のままに/炎のタッチダウン（1988年）
- 熱き愛に時は流れて（1988年）
- スーパー・タッチダウン（1991年）
- ラスト・ボーイスカウト（1991年）
- 青春の輝き（1992年）
- ルディ/涙のウイニング・ラン（1993年）
- クォーターバック（1993年）
- フォレスト・ガンプ/一期一会（1994年）
- リトル・ジャイアンツ（1994年）
- ライズ&ウォーク（1994年）
- どんな時も（1995年）
- ザ・エージェント（1996年）
- エンジェルス2（1997年）
- ウォーターボーイ（1998年）
- メリーに首ったけ（1998年）
- バーシティ・ブルース（1999年）
- エア・バディ2（1999年）
- タイタンズを忘れない（2000年）
- リプレイスメント（2000年）
- エニイ・ギブン・サンデー（2001年）
- ジム・ブラウン オールアメリカン（2002年）
- 僕はラジオ（2003年）
- プライド 栄光への絆（2004年）
- トゥー・フォー・ザ・マネー（2005年）
- マーシャルの奇跡（2006年）
- インヴィンシブル/栄光へのタッチダウン（2006年）
- ギャングスターズ 明日へのタッチダウン（2006年）
- フェイシング・ザ・ジャイアント（2006年）
- ロンゲスト・ヤード（2006年）
- 鉄板スポーツ伝説（2007年）
- ゲーム・プラン（2007年）
- かけひきは、恋のはじまり（2008年）
- ロングショト（2008年）
- エクスプレス 負けざる男たち（2008年）
- しあわせの隠れ場所（2009年）
- Lombardi（2010年）
- 5thクォーター（2011年）
- ドラフト・デイ（2014年）

### 漫画・アニメ
- アイシールド21（村田雄介・稲垣理一郎、集英社）
- グーフィーのアメリカンフットボール教室（ディズニー）
- フットボール鷹（川崎のぼる、講談社）
- ノーハドル（西山優里子、講談社）
- 5ヤーダー（小堀洋・守谷哲巳、秋田書店）
- チャージマン研!（ナック）- 第4話『謎の美少年』
- 明日へキックオフ（梶原一騎・前田俊夫、少年画報社）

### ゲーム
※数字、アルファベット、五十音順
- 4th and Inches （Accolade、1987年)
- A.G. Football （Alvin G. and Co.、1992年)
- All American Football （Peo Manufacturing Co.、1985年)
- All American Football （Leland、1989年)
- All-Star Football （Chicago Coin、1972年)
- Arena Football （independent、1988年)
- Arena Football シリーズ （EA Sports、2006年)
- Atari Football （Atari、1978年)
- Backyard Football シリーズ （Atari、1999年 - 2000年)
- Black College Football:BCFX:The Xperience（Aspyr Media、2009年）
- Blood Bowl （MicroLeague、1995年)
- Bradshaw Football 98 （H+a、1998年)
- Brutal Sports Football （Gremlin Graphics、1993年)
- Bud Light Quarterback Challenge （Intermark Amusements、1989年)
- Capcom's MVP Football （カプコン、1993年)
- CFL Football '99 （Wintervalley Software、1999年)
- Classic Football NFL（Namco、2003年)
- College Football（Gottlieb, D. & Co.、1936年)
- College Football 15 （College Football PC、2014年)
- College Football's National Championship （セガ、1994年)
- College Football's National Championship II （セガ、1995年)
- Computer Football Strategy （Avalon Hill、1983年)
- Dada football （日本トランステクノロジー、2001年)
- EA Sports Active NFL Training Camp （EA Sports、2010年)
- Computer Quarterback （Strategic Simulations、1981年)
- Draft Edge Fantasy Football （Cokem International、2004年)
- Electronic Quarterback （Coleco、1978年)
- Email Games:NFL Football （Hasbro Interactive)
- Emmitt Smith Football（JVC、1995年）
- Family Fun Football （Tecmo、2009年)
- Flipper Football （Flipper Football、1996年)
- Football Frenzy SNK 1992 （SNK、1992年)
- Football (Intellivision game) （Mattel Electronics、1980年)
- Football Made EZ （MADE EASY SOFTWARE、199x年)
- Football Manager （Simply Media、199x年)
- Football Mogul シリーズ （Atari)
- Front Page Sports Footballシリーズ（Dynamix、1992年 - 2000年)
- Football Star （Meunier、1920年)
- Football Type 1 （B. Madorsky Co.、1930年)
- Football Type 2 （B. Madorsky Co.、1930年)
- Front Office Football シリーズ（Electronic Arts、- 2007年)
- High Impact Football （Williams Electronic Games, Inc.、1990年)
- Jerry Rice & Nitus' Dog Football （Judobaby、2011年)
- John Elway's Quarterback （Virgin Games/Tradewest、1987年)
- Kurt Warner's Arena Football Unleashed （Midway、2006年)
- Full Team Football （Full Team Football Co.、1925年)
- Madden NFL Football Tackles Arcades （Global VR、2004年)
- Maximum-Football （Matrix Games、2006年)
- Mutant Football League （Digital Dreams Entertainment、2017年 - )
- My Football Game （VTree LLC、20xx年)
- NCAA Football シリーズ（エレクトロニック・アーツ/EAスポーツ）
- NFL シリーズ（Gameloft、2009年 - 2013年)
- NFL 2K シリーズ（セガ/2K Games、1999年 - 2004年）
- NFL Blitz シリーズ （1997年 - 2012年)
- NFL Fever シリーズ （Microsoft Game Studios、1999年-2003年)
- NFL Football （Bally Midway、1983年)
- NFL Football （Atari、1992年)
- NFL GameDay シリーズ（989 Sports、1995年 - 2004)
- NFL Street シリーズ（Electronic Arts、2004年 - ）
- NFL Tour （EA Sports Big、2008年)
- NFL Xtreme （SCEA、1998年)
- NES Play Action Football （Nintendo、2007年)
- On-Field Football （Gamestar、1983年)
- Pro-Football （Gottlieb, D. & Co.、1973年)
- Quarterback （Genco Corp.、1957年)
- Realsports Football （Atari、1982年)
- Season Ticket Football 2003 （Infogrames、2002年)
- Sterling Sharpe:End 2 End （ジャレコ、1995年)
- Super Action Football （Coleco、1984年)
- Super Challenge Football （M-Network、1982年)
- Super Football （Atari、1988年)
- Super Play Action Football （任天堂、1992年)
- Super Pro Football （INTV Corporation、1986年)
- Total Control Football （Philips、199x年)
- Touchdown Football （Atari、1988年)
- Troy Aikman NFL Football （Tradewest、1994年）
- UB QB II Football Challenge （Skee Ball Co.、1996年)
- Ultimate Football '95 （MicroProse Software, Inc、200x年)
- Unnecessary Roughness '95 （Accolade、1994年)
- Who Wants to Be a Millionaire:Sports Edition （Disney Interactive)
- XS Junior League Football （XS Games, LLC、2003年)
- 10ヤードファイト （アイレム、1983年）
- ABCマンデーナイトフットボール （データイースト、1989年、1990年、1991年)
- NFLクォーターバッククラブ シリーズ（アクレイムジャパン、1993年 - 2002年）
- NFLフットボール（コナミ、1993年）
- NFLプロフットボール'94（エレクトロニック・アーツ・ビクター、1993年）
- TVスポーツフットボール（ビクター音楽産業、1991年）
- アイシールド21 シリーズ（コナミ/任天堂）
- アメリカンフットボール タッチダウンフィーバー（ケイアミューズメントリース、1988年）
- ウルティメイトフットボール（サミー、1992年）
- エレクトリック・フットボール（マギー・トイズ）
- オールアメリカンフットボール （テクモ、1987年)
- クォーターバックスクランブル（ポニーキャニオン、1989年）
- グレートフットボール（セガ、1987年）
- サイバーボール シリーズ（Atari Games、1988年-1989年)
- ジョー・モンタナ フットボール シリーズ（セガ）
- スーパーハイインパクト（アクレイムジャパン、1993年）
- スポーツコネクション （UBISOFT、2012年)
- タッチダウン（ウィンキーソフト、1984年）
- ディズニースポーツ：アメリカンフットボール（コナミ、2002年）
- テクモボウル シリーズ（テクモ）
- テクモスーパーボウル シリーズ（テクモ）
- バックブレーカー（505 Games、2010年）
- フットボールフレンジー（SNK、1992年）
- プレイメーカー・フットボール（Broderbund、1990年）
- プロフットボール（イマジニア、1992年 - ）
- プロフットボール'93（エレクトロニックアーツビクター、1993年）
- マッデンNFL シリーズ （エレクトロニック・アーツ、1988年 - ）
- ミュータントリーグ・フットボール（エレクトロニック・アーツ・ビクター、1993年）
- レッスルボール（ナムコ、1992年）

## サブページ
- アメリカンフットボールのポジション
- アメリカンフットボールの用語集
- アメリカンフットボール選手一覧
- アメリカンフットボールの戦術
- アメリカンフットボールの反則
- アメリカンフットボール・NFLとNCAAのルールの差異